# Nałęczów
Nałęczów (dawniej: Nałęczów-Zdrój) – miasto w województwie lubelskim, w powiecie puławskim, siedziba gminy miejsko-wiejskiej Nałęczów. Historycznie położony jest w Małopolsce (początkowo w ziemi sandomierskiej, a następnie w ziemi lubelskiej). Według danych GUS z 31 grudnia 2019 r. Nałęczów liczył 3753 mieszkańców.
Nałęczów to jedyne w Polsce uzdrowisko o profilu wyłącznie kardiologicznym. Leczy się tam przede wszystkim choroby: wieńcową, nadciśnienie tętnicze, nerwice serca i stany ogólnego wyczerpania psychofizycznego. W powrocie do zdrowia pomaga mikroklimat sprzyjający naturalnemu obniżeniu się ciśnienia tętniczego krwi oraz zmniejszeniu dolegliwości serca. Nałęczów posiada również dobre warunki dla rehabilitacji pacjentów po zawale serca i operacjach kardiochirurgicznych.
W centrum miasta znajduje się 25-hektarowy park Zdrojowy ze stawem i z historyczną zabudową: pałacem Małachowskich, sanatorium „Książę Józef”, Starymi Łazienkami, Werandkami, Domkiem Gotyckim. Do nowszych budynków stojących w tej okolicy należą: Dom Zdrojowy, „Pawilon Angielski”, sanatoria uzdrowiskowe: „Rolnik”, „Atrium”, „Termy Pałacowe”.
Nałęczów jest siedzibą rzymskokatolickiej parafii św. Jana Chrzciciela.

## Położenie geograficzne
Nałęczów leży na Wyżynie Lubelskiej w środkowej części Płaskowyżu Nałęczowskiego. Jest częścią trójkąta turystycznego: Puławy – Kazimierz Dolny – Nałęczów. Położony jest nad rzeką Bystrą, przy ujściu jej dopływu Bochotniczanki. Obszar miasta jest silnie zróżnicowany pod względem wysokości, pofałdowany i poprzecinany głębokimi wąwozami. Najwyżej położone są południowe i północne wzniesienia doliny, osiągające odpowiednio wysokości 212,2 (Las Zakładowy) oraz 207,3 m n.p.m. Centrum miasta z Parkiem Zdrojowym wznosi się na wysokości 170–175 m n.p.m.

## Zarys historii Nałęczowa
Początki sięgają przełomu VIII i IX wieku, gdy na obecnej Górze Poniatowskiego, wzgórzu górującym nad okolicą, wzniesiono gród. Później centrum osady przeniesiono na wzgórze, gdzie dziś znajduje się kościół parafialny. W I połowie XIV w. powstała parafia. Również w tym samym stuleciu dokonano lokacji wsi na prawie niemieckim. Pierwotnie miejscowość była nazywana Bochotnicą.
23 czerwca 1751 tereny te należące do Aleksandra Gałęzowskiego zakupił Stanisław Małachowski (starosta wąwolnicki), nazywając w 1772 roku od noszonego przez swój ród herbu Nałęcz całą posiadłość Nałęczowem. Po powstaniu styczniowym dobra nałęczowskie kupił Michał Górski.
Około 1800 odkryto lecznicze właściwości wód i złoża borowin, a po ich analizie chemicznej w 1817 roku potwierdził je prof. Piotr Celiński z Uniwersytetu Warszawskiego. Wyniki te wykorzystali trzej lekarze-sybiracy: Fortunat Nowicki, Wacław Lasocki i Konrad Chmielewski, modernizując w końcu XIX w. funkcjonujące już uzdrowisko za pieniądze ówczesnego właściciela Nałęczowa – Michała Górskiego. Stworzył on uzdrowisko w dzisiejszym kształcie miasta ogrodu. To on uczynił z Nałęczowa liczący się ośrodek leczniczo-kulturalny. Kuracjuszami byli tutaj m.in. Stefan Żeromski, Bolesław Prus i Henryk Sienkiewicz.
3 grudnia 1961 roku otwarto Muzeum Bolesława Prusa.
W 1963 roku Nałęczów otrzymał prawa miejskie. W latach 1975–1998 miasto należało administracyjnie do ówczesnego województwa lubelskiego.

Nałęczów na dawnych pocztówkach
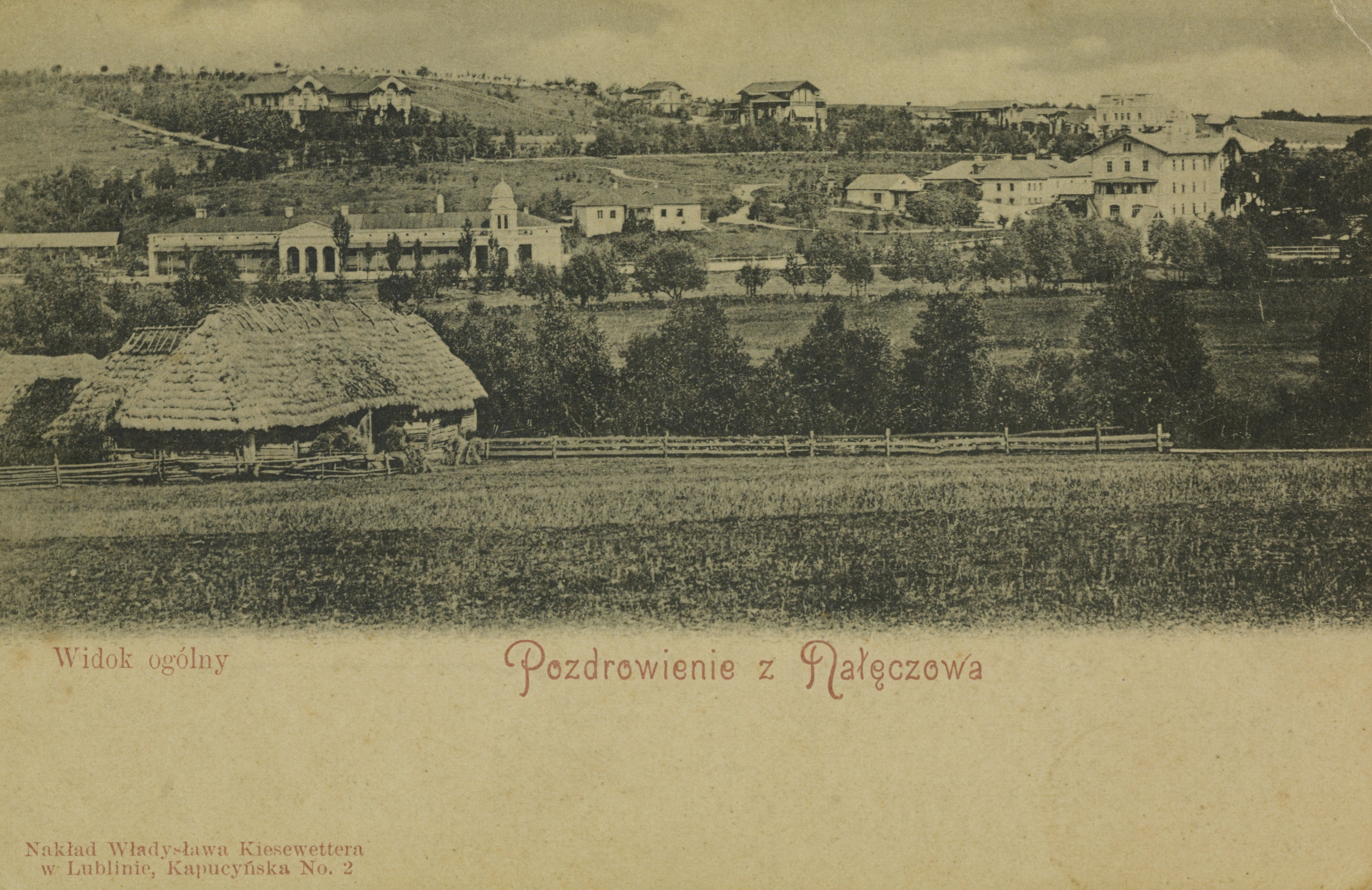
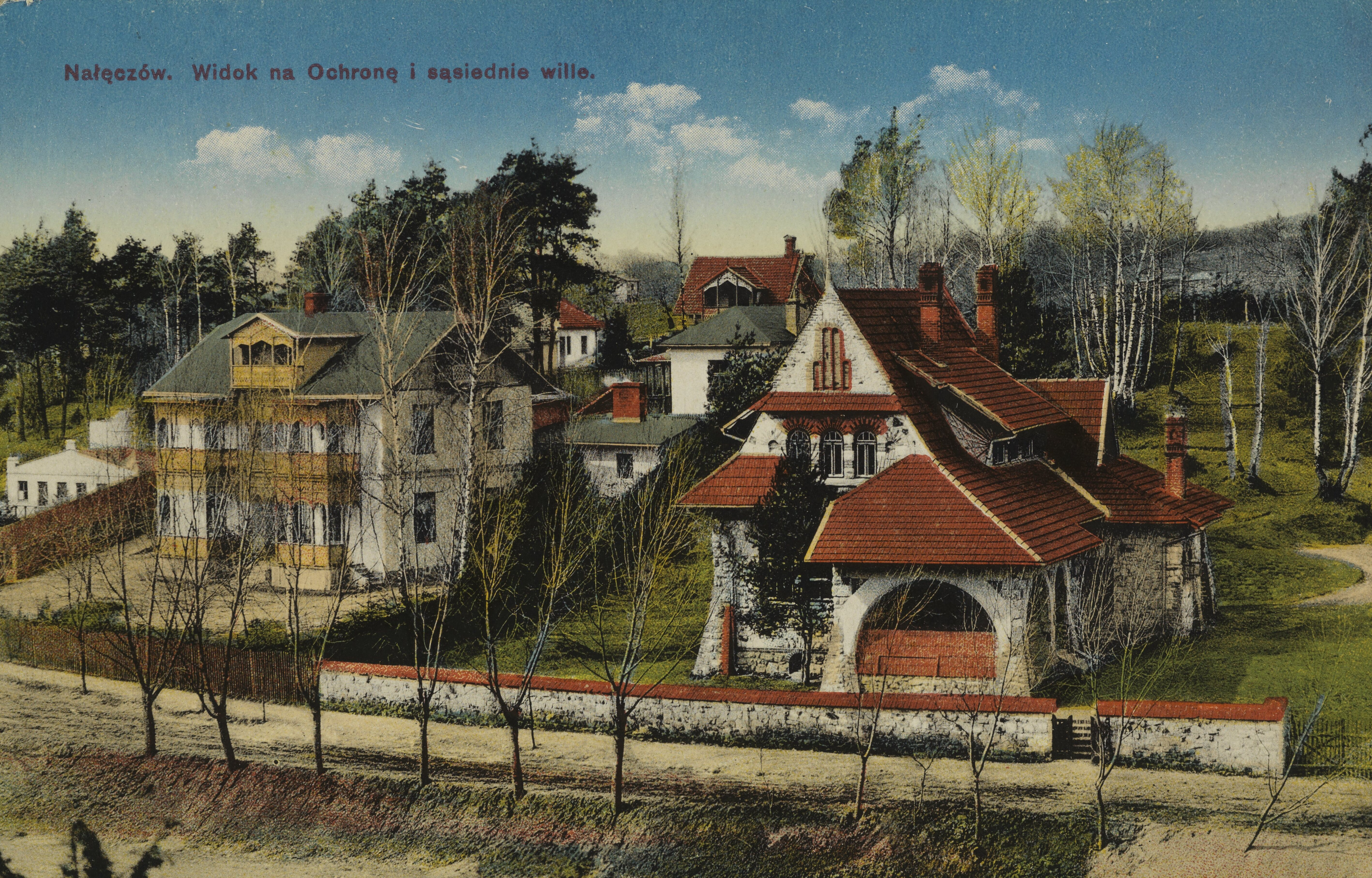
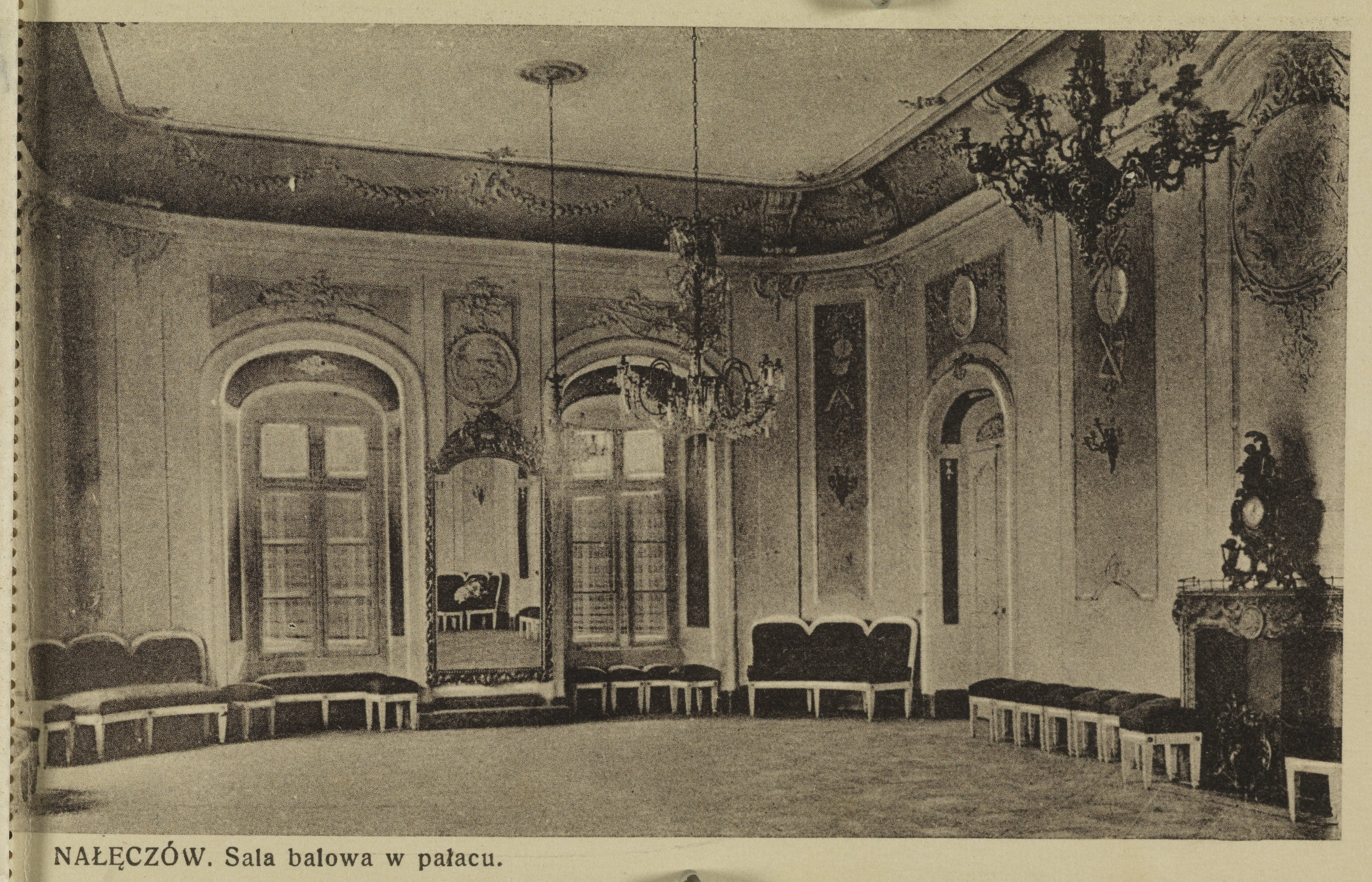
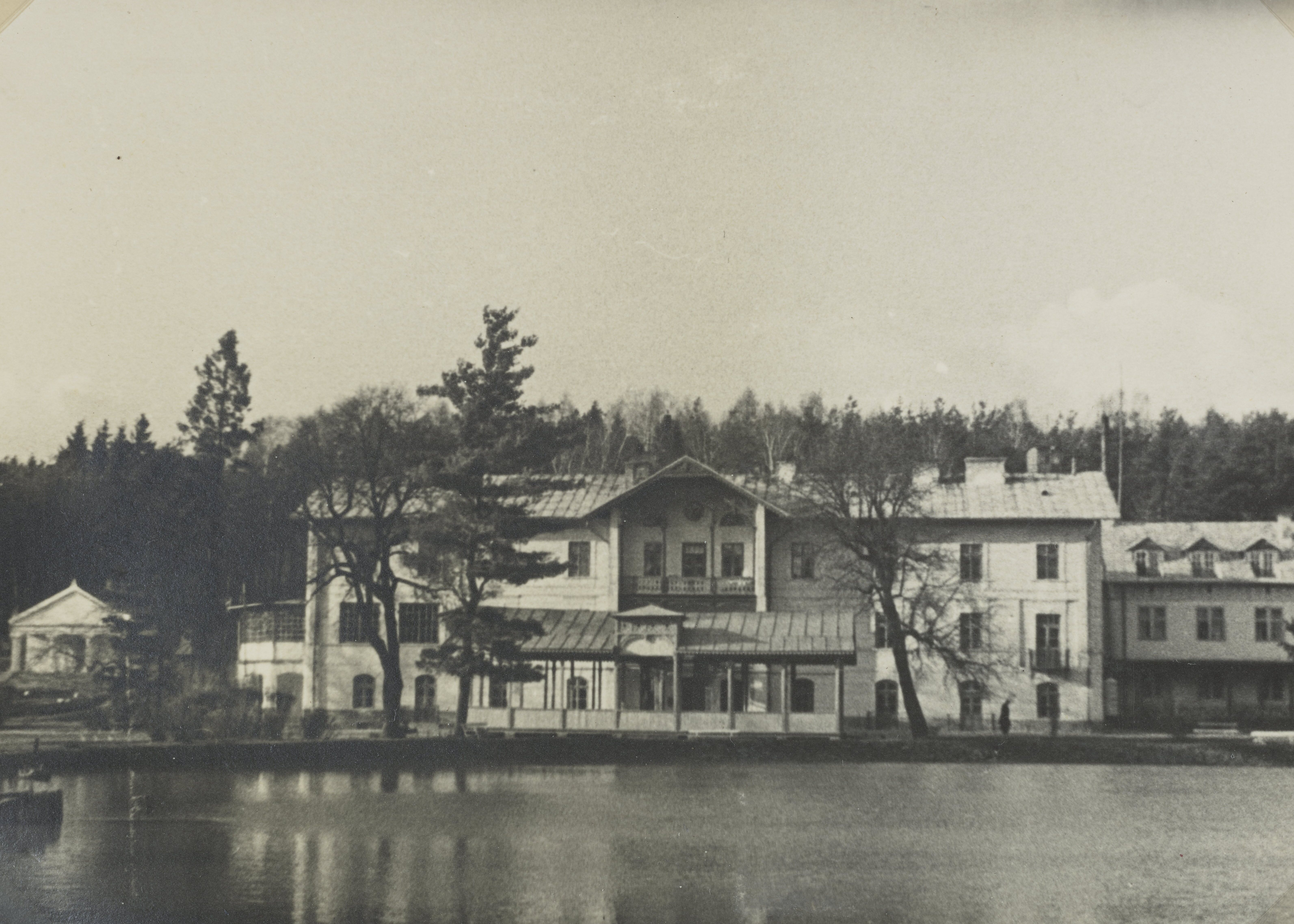

## Ludność
Według danych z 30 czerwca 2010 liczba mieszkańców gminy miejskiej Nałęczów (osób faktycznie zamieszkałych w Nałęczowie) wynosiła 4250. Gęstość zaludnienia była stosunkowo niewielka – wynosiła przeciętnie 303 osoby na km² wobec 1048 na 1 km² przeciętnie w miastach województwa lubelskiego. Większość mieszkańców stanowiły kobiety: 2287 kobiet wobec 1897 mężczyzn – wskaźnik feminizacji wynosił więc aż 121. Wynikał on prawdopodobnie ze szczególnego profilu gospodarczego miasta, gdzie dominowały usługi generujące popyt głównie na kobiecą siłę roboczą. Dane z 31 grudnia 2012 pokazywały wyraźny spadek liczby ludności do 3958. Struktura demografii według płci kształtowała się następująco – 2142 kobiety wobec 1816 mężczyzn.
Struktura ludności według ekonomicznych grup wieku przedstawiała się następująco:
- 19,86% (831 osób) – ludność w wieku przedprodukcyjnym
- 61,59% (2577 osób) – ludność w wieku produkcyjnym
- 18,55% (776 osób) – ludność w wieku poprodukcyjnym.

Zatem na 100 osób w wieku produkcyjnym przypadały 62 osoby w wieku nieprodukcyjnym.
Przyrost naturalny miał wartość –0,5 ‰ (–2 osoby). Saldo migracji kształtowało się ujemnie (-6,8‰) i wynosiło. Piramida wieku mieszkańców Nałęczowa w 2014 roku:

## Gospodarka
Ważną rolę w gospodarce Nałęczowa odgrywa rolnictwo. Świadczy o tym m.in. struktura użytkowania ziemi, według której użytki rolne – gleby II i III klasy bonitacyjnej – stanowią 70,4% powierzchni miasta, a 85,3% – powierzchni gminy. Na jej obszarze znajduje się ok. 2000 gospodarstw rolnych o przeciętnej powierzchni niewiele ponad 2 ha użytków rolnych. Przeważa produkcja roślinna, obok upraw zbożowych (ok. 50% w strukturze zasiewów) istotne znaczenie mają: sadownictwo, uprawy krzewów jagodowych, chmielu, buraków cukrowych (ok. 7% powierzchni upraw), warzyw (głównie ziemniaków – 9% struktury zasiewów) oraz szkółkarstwo.
W 2008 w pozarolniczych działach gospodarki działało ponad 600 podmiotów (w tym w samym mieście – 400). Strukturę według formy prawnej podmiotów gospodarczych miasta i gminy Nałęczów w 2008 przedstawia poniższa tabela.
|                                     | Spółki cywilne | Spółki | Spółki  | Spółki | Spółdzielnie | Osoby fizyczne prowadzące działalność gosp. |
| Osobowe                             | Spółki cywilne | Z o.o. | Akcyjne |        | Spółdzielnie | Osoby fizyczne prowadzące działalność gosp. |
| Miasto Nałęczów                     | 38             | 0      | 26      | 1      | 7            | 398                                         |
| Inne miejscowości w gminie Nałęczów | 18             | 1      | 6       | 0      | 3            | 220                                         |
| Ogółem                              | 56             | 1      | 32      | 1      | 10           | 618                                         |

Uwagi
1. ↑  Spółki cywilne zostały w materiale źródłowym ujęte jako podmioty gospodarcze. Nie uznaje się ich jednak za podmioty prawa.
2. ↑  Do wymienionej kategorii nie wlicza się osób prowadzących indywidualne gospodarstwa rolne.

Trzy największe przedsiębiorstwa w Nałęczowie to:
1. Zakład Leczniczy Uzdrowisko Nałęczów SA
2. Nałęczowianka, sp. z o.o. w Bochotnicy
3. Nałęczowska Spółdzielnia Rolniczo-Handlowa w Nałęczowie

O charakterze gospodarczym miasta decydują podmioty zajmujące się obsługą kuracjuszy i turystów, korzystających z jego walorów krajobrazowych, klimatycznych i zdrojowych. W 2001 w Nałęczowie działało 50 przedsiębiorstw z branży hotelarstwa i gastronomii oraz 14 związanych z ochroną zdrowia.

## Transport

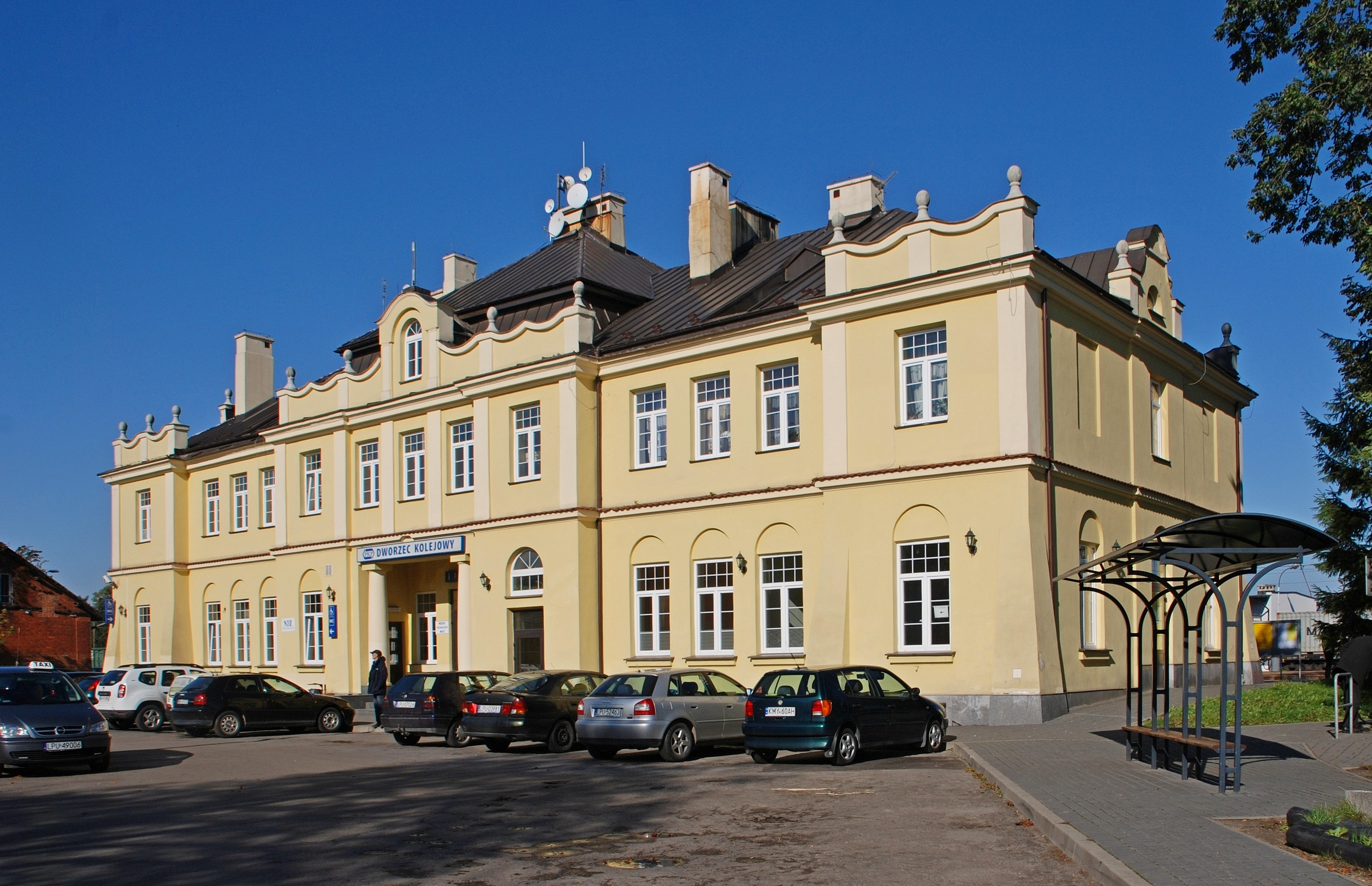
Dworzec kolejowy

Najbliższa stacja kolejowa znajduje się we wsi Drzewce-Kolonia, 4 km na północ od centrum miasta Nałęczów. Od 2021 między dworcem a centrum Nałęczowa kursuje autobus elektryczny. Przy stacji znajduje się wąskotorowa stacja kolejowa Nałęczów Wąskotorowy Nadwiślańskiej Kolejki Wąskotorowej. W 2021 uruchomiono system roweru miejskiego.
Przez miasto przebiega równoleżnikowo droga wojewódzka nr 830 łącząca go z Kazimierzem Dolnym i Puławami oraz z odległym o 28 km Lublinem. Droga wojewódzka nr 826 relacji Nałęczów – Przybysławice łączy miejscowość z drogą ekspresową S12/S17. W 2023 ma powstać obwodnica miasta, wyprowadzająca ruch drogi wojewódzkiej 830.

## Charakterystyka uzdrowiska

### Uwarunkowania klimatyczno-przyrodnicze
Nałęczów leży w najcieplejszym w kraju, V regionie bioklimatycznym „południowo-wschodnim”. Jest uzdrowiskiem nizinnym, równinnym i charakteryzuje się typem bioklimatu słabo bodźcowym. Średnie roczne usłonecznienie wynosi 1593 godziny (od maja do sierpnia przekracza 200 h w miesiącu), zaś zachmurzenie, liczone z obserwacji południowych, – 69% (w sierpniu – 61%, w grudniu – 81%). Temperatura powietrza w Nałęczowie osiąga średnio w roku 7,4 °C (najcieplejszy miesiąc – lipiec 17,5 °C, najchłodniejszy – styczeń –3,2 °C). Średnia roczna względna wilgotność powietrza w godzinach około południowych to 69% (max grudzień 83% – powietrze umiarkowanie wilgotne, min kwiecień i maj 60% – powietrze umiarkowanie suche). Roczna suma opadów wynosi przeciętnie 540 mm (max opadów w czerwcu – 84 mm, min w lutym – 25 mm). Liczba dni z opadem w ciągu roku kształtuje się na poziomie 155 i jest mniejsza od normy przyjętej dla uzdrowisk (183 dni). W Nałęczowie występuje przewaga wiatrów wschodnich (13,8%) i zachodnich (11,8%) oraz z sektora południowego (SW, S, SE, w sumie 28,8%), zaś cisze stanowią 28,3%. Średnia prędkość wiatru to 3,4 m/s, największa – 4,1 m/s występuje w kwietniu (wiatr umiarkowany).
| Rok                              | Opad pyłu (g/m² na rok)          | Średniodobowe stężenie    | Średniodobowe stężenie | Średniodobowe stężenie |
| Rok                              | Opad pyłu (g/m² na rok)          | Pyłu zawieszonego (μg/m³) | SO2 (μg/m³)            | NO2 (μg/m³)            |
| -------------------------------- | -------------------------------- | ------------------------- | ---------------------- | ---------------------- |
| 1990                             | 68                               | 14                        | 11                     | 12                     |
| 1991                             | 69                               | 14                        | 10                     | 30                     |
| 1992                             | 62                               | 12                        | 6                      | 31                     |
| 1993                             | 58                               | 10                        | 8                      | 21                     |
| 1994                             | 58                               | 12                        | 5                      | 16                     |
| 1995                             | 53                               | 7                         | 3                      | 14                     |
| 1996                             | 56                               | 9                         | 3                      | 11                     |
| 1997                             | 61                               | 10                        | 3                      | 13                     |
| 1998                             | –                                | 8                         | 3                      | 14                     |
| 1999                             | –                                | 7                         | 3                      | 14                     |
| 2000                             | –                                | 11                        | 3                      | 13                     |
| Norma dla uzdrowisk od 15 V 1998 | Norma dla uzdrowisk od 15 V 1998 | 40 (jak wcześniej)        | 30 (wcześniej 11)      | 25 (wcześniej 30)      |

Specyficzny mikroklimat Nałęczowa wytworzył się dzięki naturalnym warunkom klimatycznym. Jego właściwości lecznicze powodują samoczynne obniżanie ciśnienia tętniczego krwi oraz zmniejszanie dolegliwości chorób serca. Wysoką jonizację powietrza wywołują czynniki takie jak: gleby lessowe, przepływające rzeki Bystra i Bochotniczanka, urozmaicona sieć wąwozów oraz bogata szata roślinna (ok. 72 gatunków drzew i krzewów). Wymienione walory zadecydowały o powstaniu jedynego tego typu w Polsce jednoprofilowego uzdrowiska klimatyczno-kardiologicznego. Najlepsze warunki do lecznictwa klimatycznego panują od maja do września:
| Rodzaj klimatoterapii    | Rodzaj klimatoterapii | Miesiące | Miesiące | Miesiące | Miesiące | Miesiące | Miesiące | Miesiące | Miesiące | Miesiące | Miesiące | Miesiące | Miesiące |
| Rodzaj klimatoterapii    | Rodzaj klimatoterapii | I        | II       | III      | IV       | V        | VI       | VII      | VIII     | IX       | X        | XI       | XII      |
| ------------------------ | --------------------- | -------- | -------- | -------- | -------- | -------- | -------- | -------- | -------- | -------- | -------- | -------- | -------- |
| Helioterapia             | Helioterapia          | *        | *        | *        | *        | *        | *        | *        | *        | *        | *        | *        | *        |
| Aeroterapia              | 1                     | *        | *        | *        | *        | *        | **       | **       | **       | *        | *        | *        | *        |
| Aeroterapia              | 2                     | *        | *        | *        | **       | ***      | ***      | ***      | ***      | ***      | **       | *        | *        |
| Kinezyterapia łagodna    | 1                     | *        | *        | *        | *        | **       | **       | **       | **       | **       | *        | *        | *        |
| Kinezyterapia łagodna    | 2                     | **       | **       | **       | ***      | ***      | ***      | ***      | ***      | ***      | ***      | **       | **       |
| Kinezyterapia intensywna | 1                     | *        | *        | *        | **       | ***      | ***      | ***      | ***      | ***      | **       | *        | *        |
| Kinezyterapia intensywna | 2                     | **       | ***      | ***      | ***      | **       | **       | **       | **       | **       | ***      | ***      | ***      |

Objaśnienie oznaczeń
- 1 – zwykła odzież letnia
- 2 – odzież sezonów przejściowych
- *** – okres przydatny bez ograniczeń
- ** – okres przydatny z ograniczeniami
- * – okres nieprzydatny

Ważny punkt oferty uzdrowiska stanowią źródła wód mineralnych z przewagą wodorowęglanu wapnia i żelaza. Budowa geologiczna Płaskowyżu Nałęczowskiego charakteryzuje się dosyć grubą warstwą lessu. Głównym poziom wodonośny występuje w szczelinach węglanowych utworów kredy górnej. Mineralizacja oraz bardzo dobra jakość wody tego poziomu wodonośnego powoduje, że wykorzystuje się ją do produkcji wód mineralnych.

### Rozlewnie wód mineralnych
- Nałęczowianka
- Cisowianka
- Nałęczów-Zdrój

### Uzdrowisko Nałęczów S.A.
Uzdrowisko Nałęczów powstało 11 lutego 1878 r. jako dzieło lekarzy-sybiraków, aby w 2 lata później zostać zarejestrowane, stając się spółką użyteczności publicznej. Po II wojnie światowej zostało upaństwowione, a w roku 1998, zgodnie z ustawą o prywatyzacji i komercjalizacji, przekształcone w jednoosobową spółkę skarbu państwa.
Od 1999 r. Ministerstwo Skarbu Państwa podjęło działania mające na celu prywatyzację spółek uzdrowiskowych (w stosunku do 13 spółek). Przy opracowywaniu koncepcji prywatyzacyjnej przyjęto za główne cele: zachowanie profilu spółek uzdrowiskowych i pozyskanie środków na ich rozwój. Zakład Leczniczy „Uzdrowisko Nałęczów” S.A. był wtedy w dobrej sytuacji ekonomicznej – w dwóch poprzednich latach został odnotowany zysk. W 2001 roku „Nałęczów” został sprywatyzowany przez sprzedaż 85% akcji firmie East Springs International NV z Amsterdamu. Według wyników kontroli NIK dotyczącej przekształceń własnościowych zakładów lecznictwa uzdrowiskowego z 2003 roku, kontynuację działalności uzdrowiskowej – w tym przypadku – zapewniono jedynie na 5 lat. Mimo początkowych obaw związanych z prywatyzacją, Uzdrowisko pozostało w dobrej sytuacji finansowej, inwestowało i rozwijało się. Dzięki temu otrzymuje nagrody i wyróżnienia. Przykładowo w 2007 otrzymało markę Lubelskie, a w 2008 – tytuł Ambasadora Lubelszczyzny w kategorii „firma”, nagrodę Cent for Future w kategorii Produkt z przyszłością. W obiektach uzdrowiska dostępne są zabiegi odnowy biologicznej, a Uzdrowisko zapewnia je m.in. zawodniczkom drużyny piłkarek ręcznych SPR Lublin.

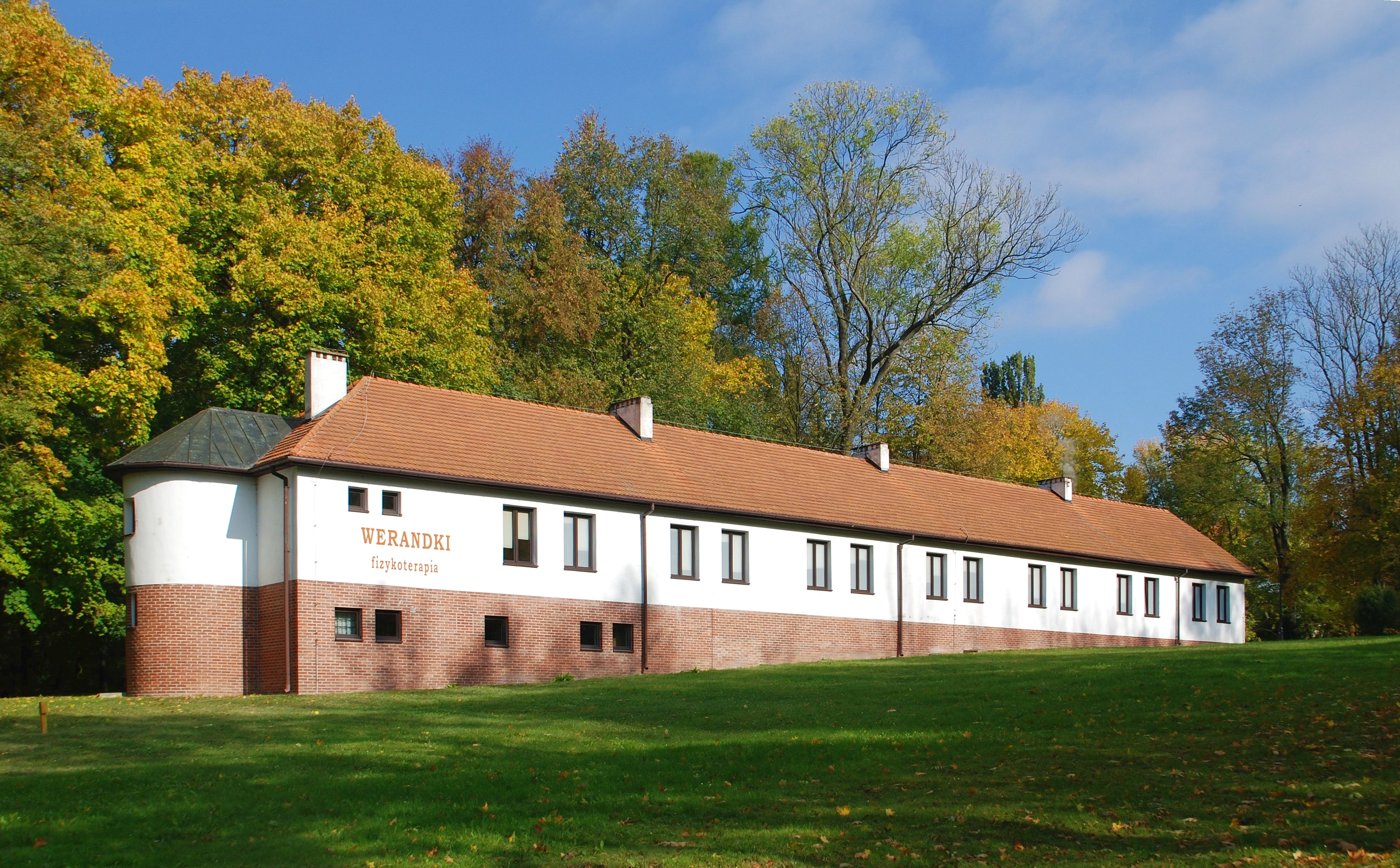
Werandki
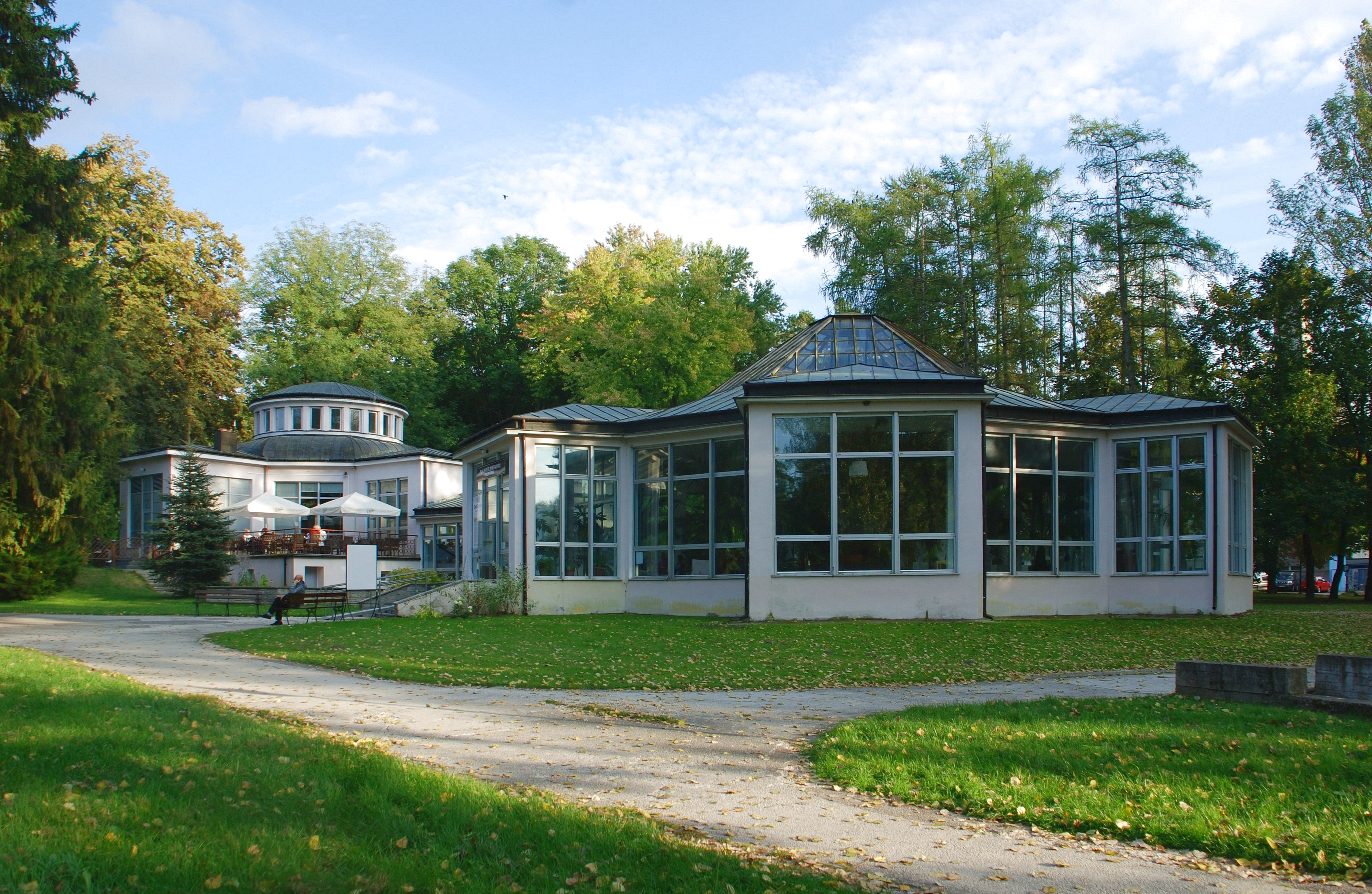
Dom Zdrojowy
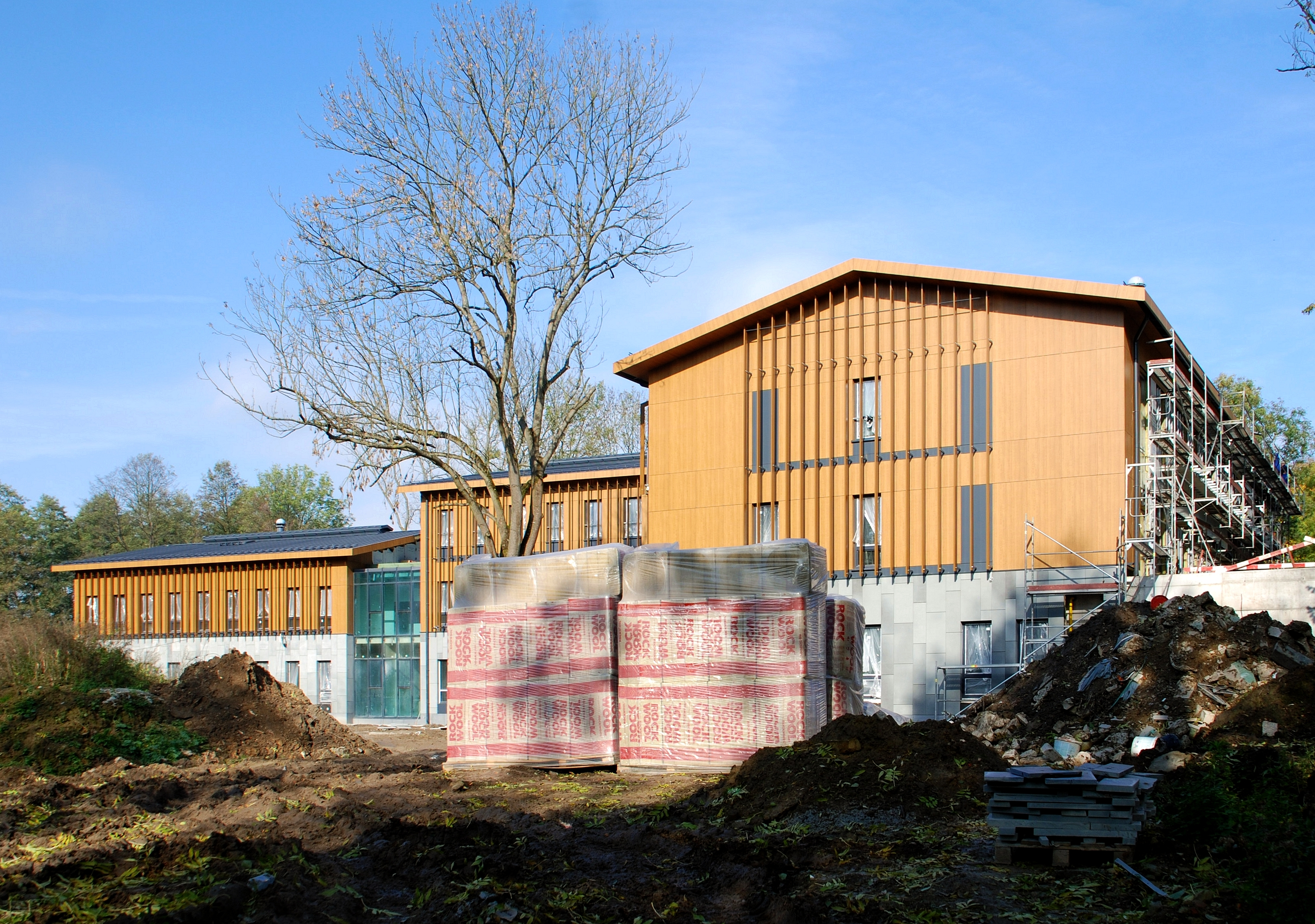
Nowy szpital kardiologiczny (2016)

### Sanatoria, placówki medyczne, usługi lecznicze
W Nałęczowie działa sześć sanatoriów:
- Sanatorium „Książę Józef”, Zakład Leczniczy Uzdrowisko Nałęczów S.A.
- Sanatorium „Stare Łazienki”, Zakład Leczniczy Uzdrowisko Nałęczów S.A.
- Sanatorium Kardiologiczne „Fortunat”, Zakład Leczniczy Uzdrowisko Nałęczów S.A.
- Sanatorium Uzdrowiskowe Rolnik
- Sanatorium Uzdrowiskowe ZNP w Nałęczowie
- Sanatorium Ciche Wąwozy

Działa tu także Kolejowy Szpital Uzdrowiskowy oraz kilka niepublicznych placówek medycznych i prywatnych klinik.

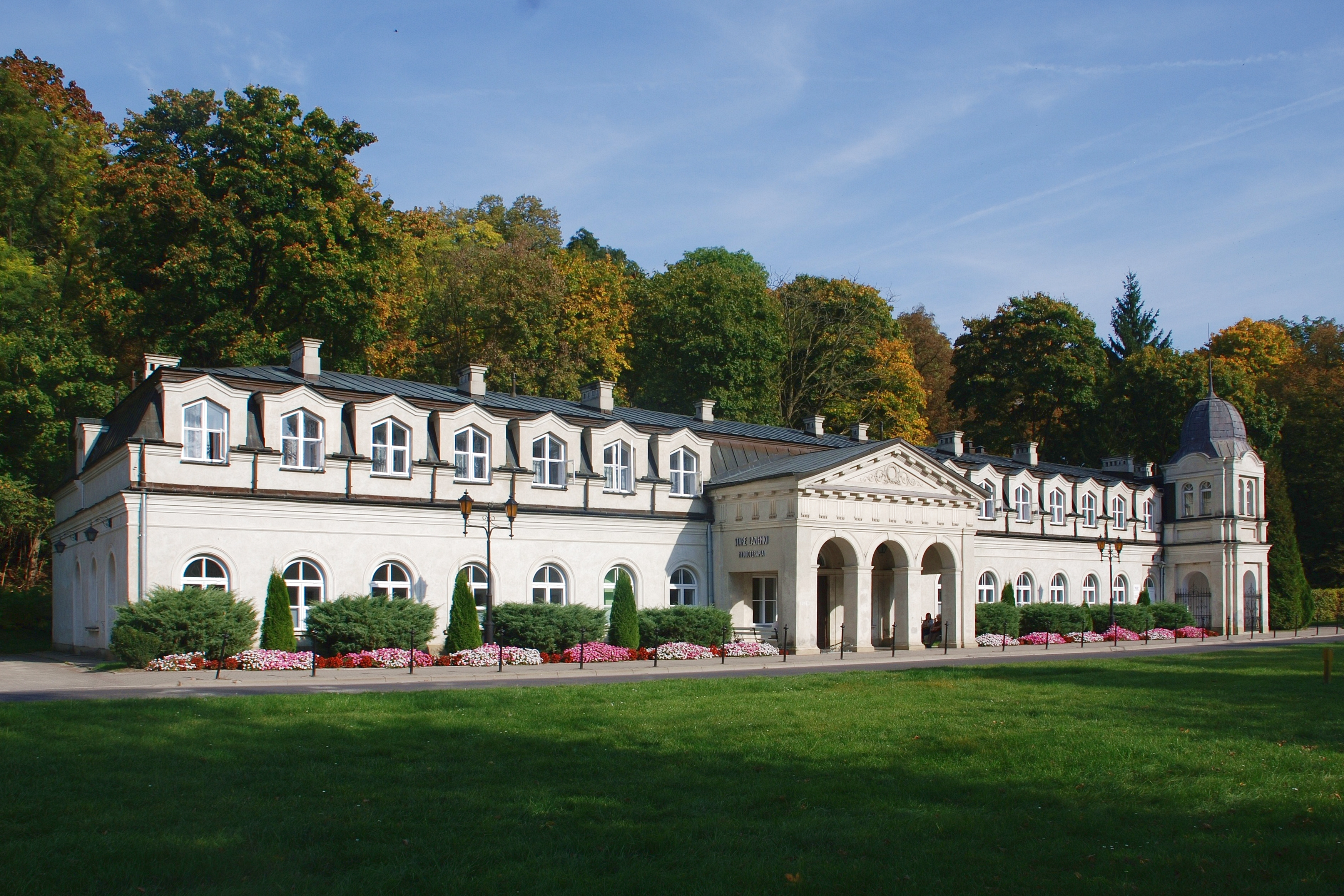
Sanatorium „Stare Łazienki”
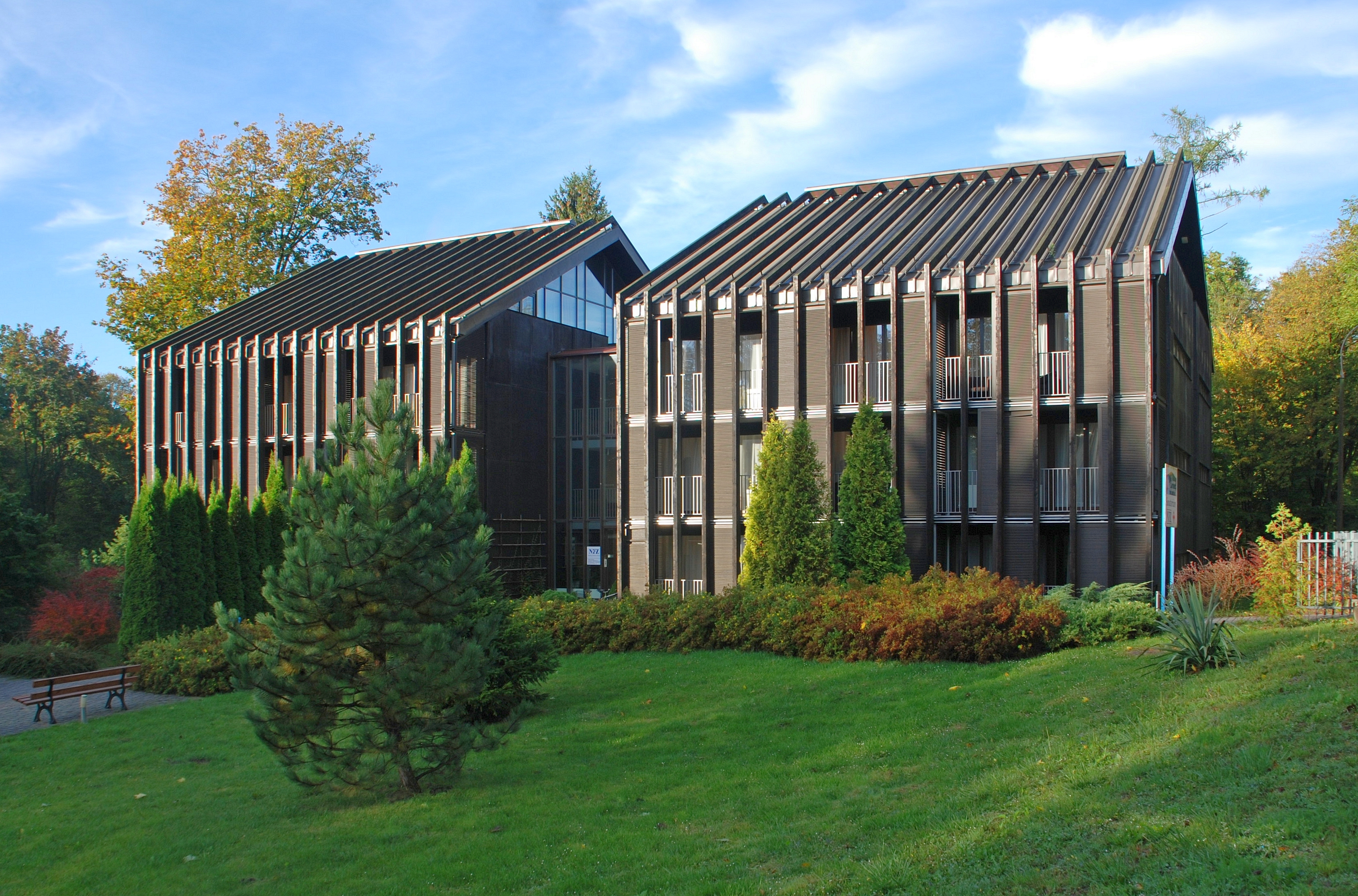
Sanatorium Fortunat
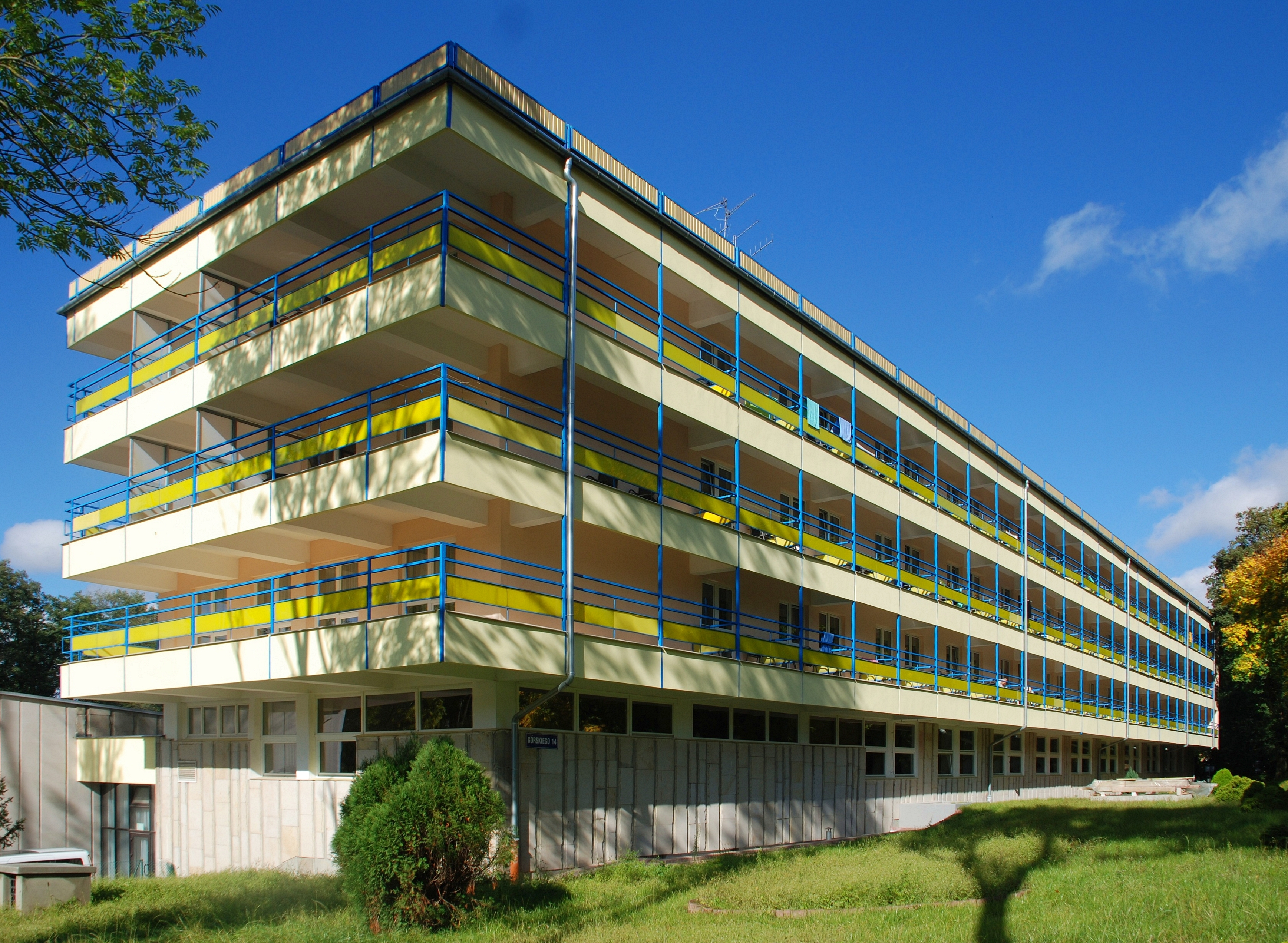
Sanatorium Rolnik
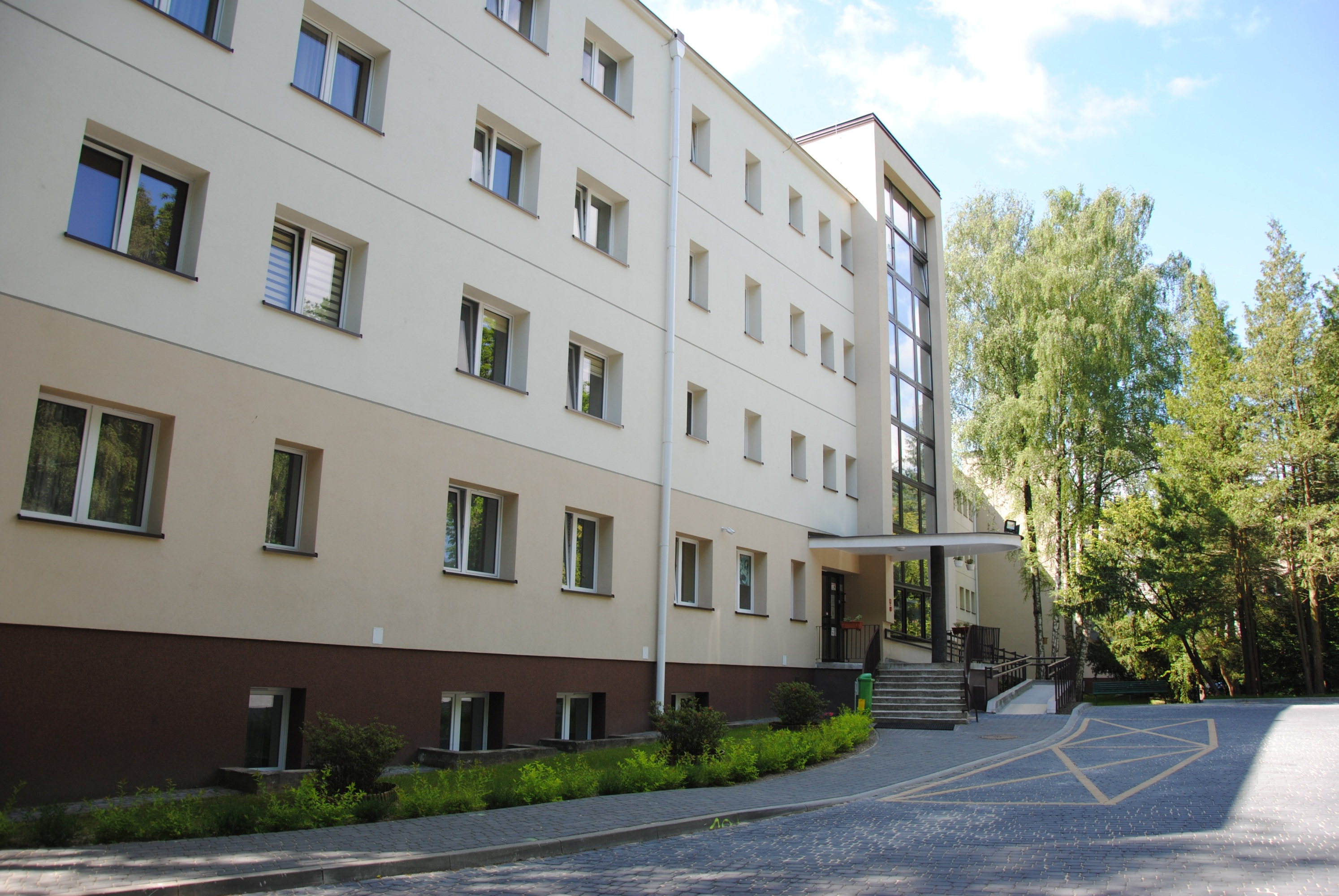
Sanatorium Uzdrowiskowe ZNP w Nałęczowie

## Zabytki

### Park Zdrojowy
Założycielem i organizatorem Parku Zdrojowego, na którego terenie znajduje się część zabudowań uzdrowiska, był Stanisław Małachowski. Park istniał już w połowie XVIII w., zaś pod koniec XIX w. był powiększony dla potrzeb kuracjuszy. Przecina go szereg alei i ścieżek. Park podzielony jest na dwie części korytem Bochotniczanki, która spiętrzona śluzą rozlewa się w owalny staw.
Drzewostan parku, starannie dobierany i pielęgnowany przez prawie 190 lat, jest chlubą nałęczowskiego uzdrowiska. Obok znanych krajowych gatunków drzew iglastych i liściastych spotyka się tu okazy flory zachodnioeuropejskiej, a nawet amerykańskiej (np. wysokie sosny-wejmutki). Na ponad 20 hektarach rosną m.in. kasztanowce, lipy, sosny i dęby, ale także tulipanowce amerykańskie, katalpy (inaczej surmie) i skrzydłoorzechy chińskie.
Odwiedzający mogą także skorzystać z uroków palmiarni i ugasić pragnienie wodami mineralnymi. Park Zdrojowy, położony w centrum miasta, jest oazą ciszy i spokoju, gdzie spacerowicze mogą dokarmiać oswojone łabędzie i wiewiórki.
28 kwietnia 2007 w jedną z parkowych alei wmurowano 16 zaimpregnowanych glinianych tablic z odciśniętymi dłońmi m.in. Tomasza Kawiaka, Tomasza Bachanka, Adama Faglio, Piotra Fąfrowicza, Ewy i Romana Fleszarów, Mieczysława Olszewskiego, Jana Kantego Pawluśkiewicza, Tadeusza Boruty i Andrzeja Antoniego Widelskiego, tworząc Aleję Artystów.
W 2022 podpisano umowę na rewitalizację parku. Do zaplanowanych zmian należą między innymi: wymiana oświetlenia, odtworzenie małej architektury, naprawa mostków, oczyszczenie rzeki i stawu. Inwestycja ma zakończyć się w 2024.

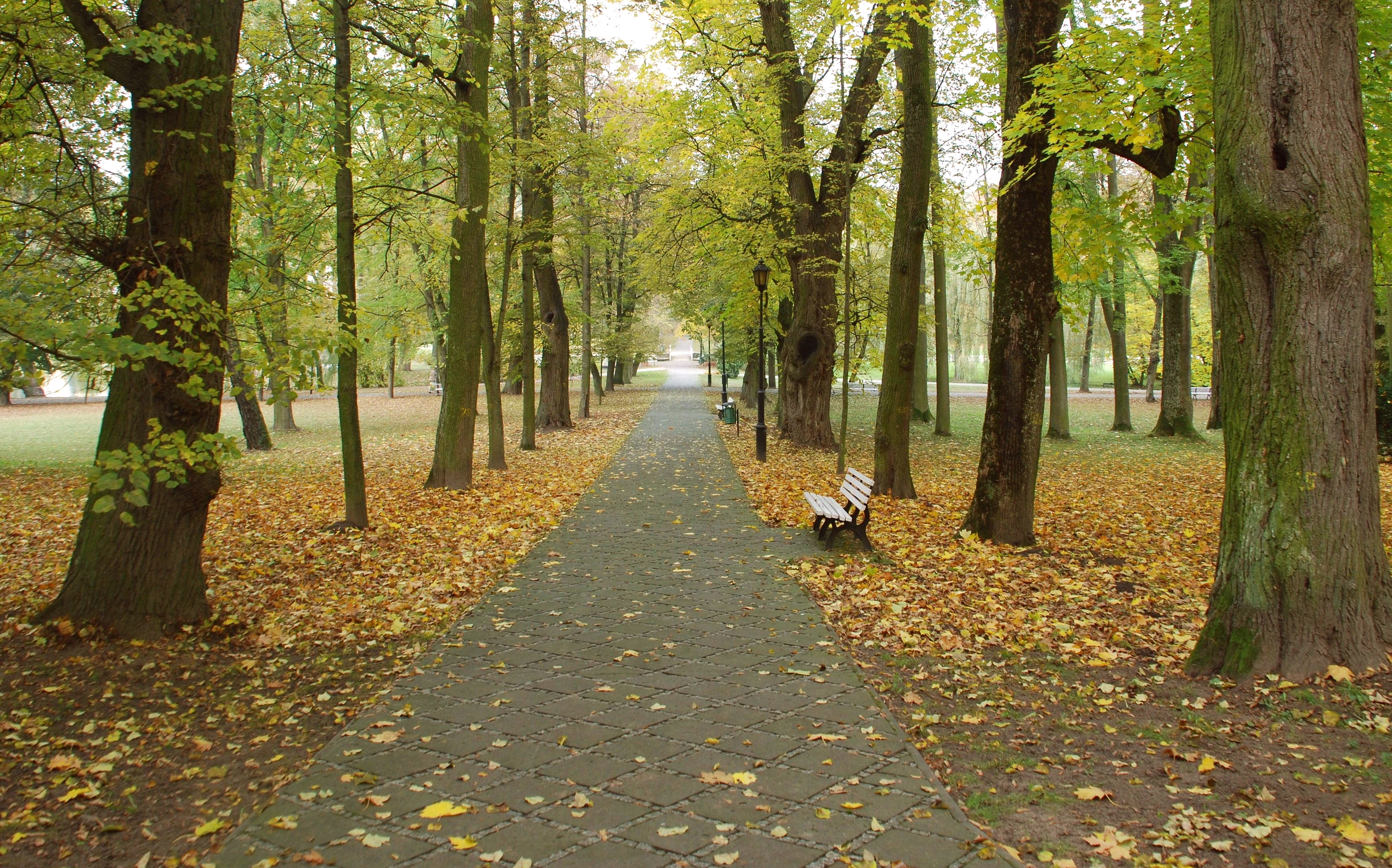
Park Zdrojowy
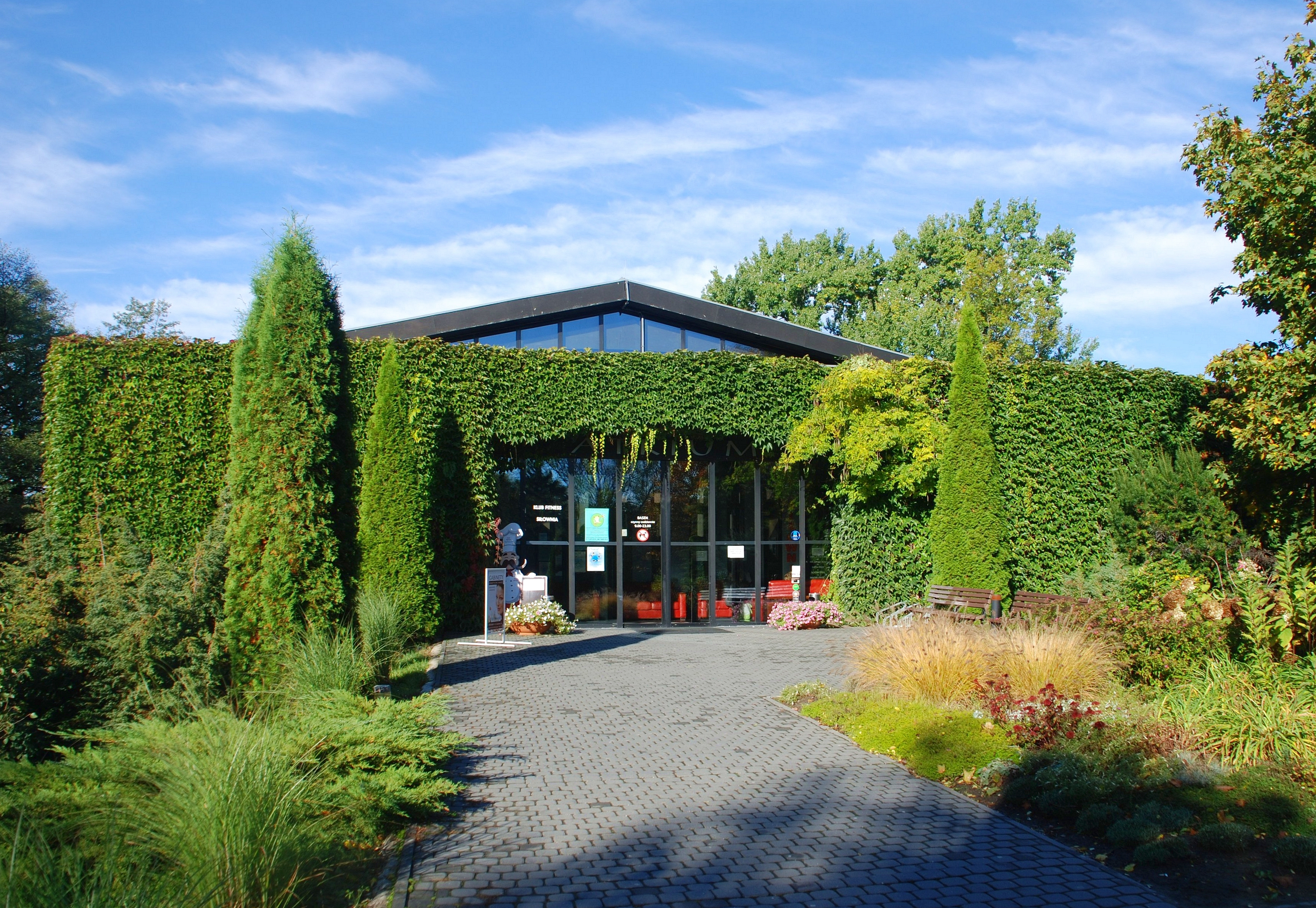
Park Zdrojowy: Atrium, obiekt spa z zabiegami wodnymi
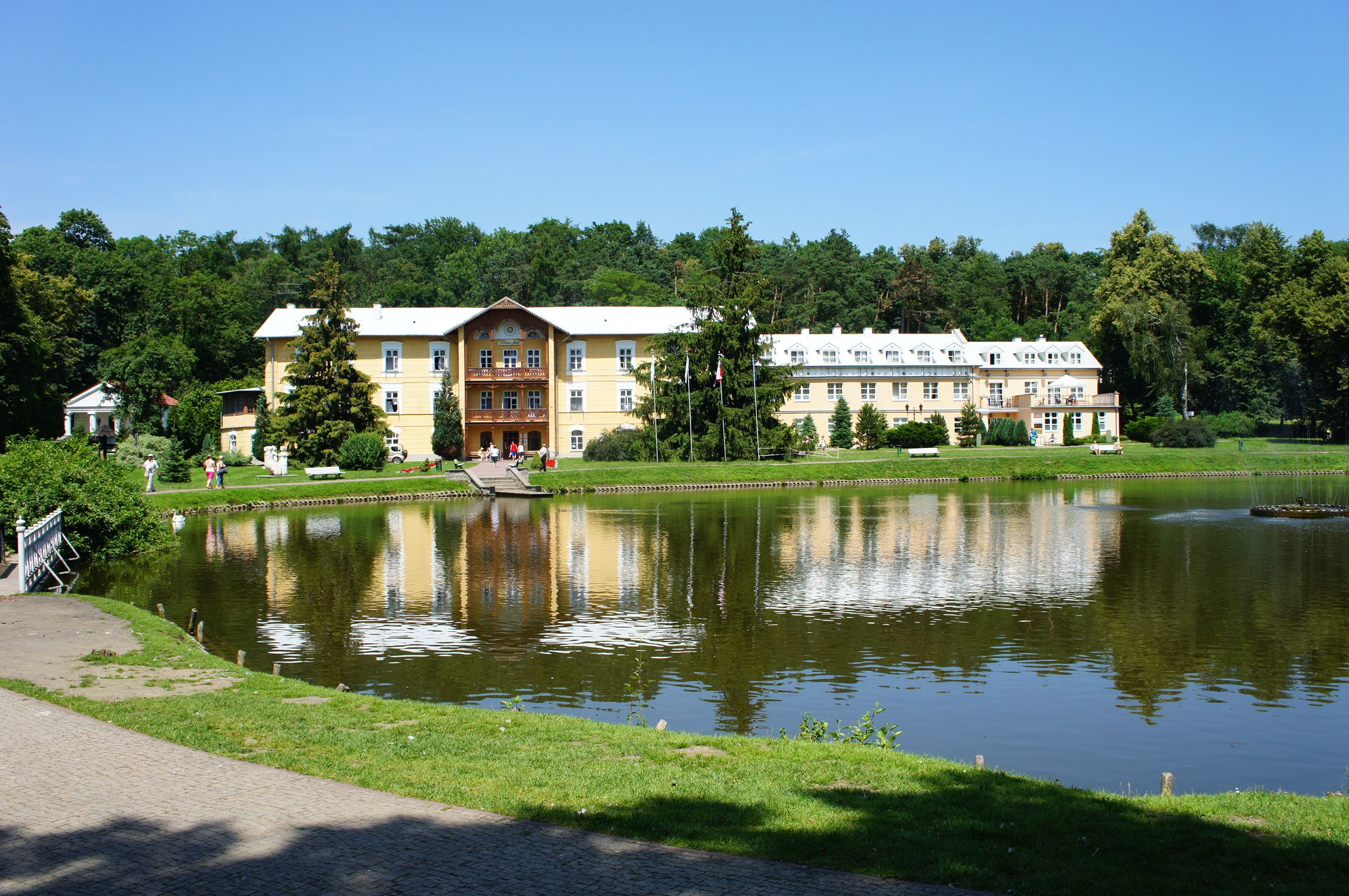
Park Zdrojowy: staw i Sanatorium „Książę Józef”

### Zabytkowe obiekty i placówki muzealne
Do rozwoju Nałęczowa wiele wniósł Jan Witkiewicz Koszczyc, bratanek Stanisława Witkiewicza, twórcy stylu zakopiańskiego w architekturze i stryjeczny brat Stanisława Ignacego Witkiewicza – Witkacego. Witkiewicz przybył do Nałęczowa w 1905, aby zaprojektować i wybudować chatę – pracownię dla Stefana Żeromskiego. Tu poznał pasierbicę Żeromskiego, córkę Oktawii Żeromskiej Henrykę, z którą się ożenił. W 1918 Jan Witkiewicz Koszczyc założył Szkołę Rzemiosł Budowlanych, którą po roku przeniósł do Kazimierza Dolnego.
Na miejscowym cmentarzu pochowana jest pisarka Ewa Szelburg-Zarembina, światowej sławy malarz, grafik i ilustrator książek – Michał Elwiro Andriolli. W pobliżu parku kilkanaście interesujących willi, w stylu szwajcarskim i secesyjnym oraz obiektów w stylu zakopiańskim, m.in. kaplica pod wezwaniem św. Karola Boromeusza i muzeum Żeromskiego. W Nałęczowie mieszkał Gracjan Chmielewski (1840 – 17 maja 1930) powstaniec 1863 r., kawaler Orderu Virtuti Militari, polski botanik.

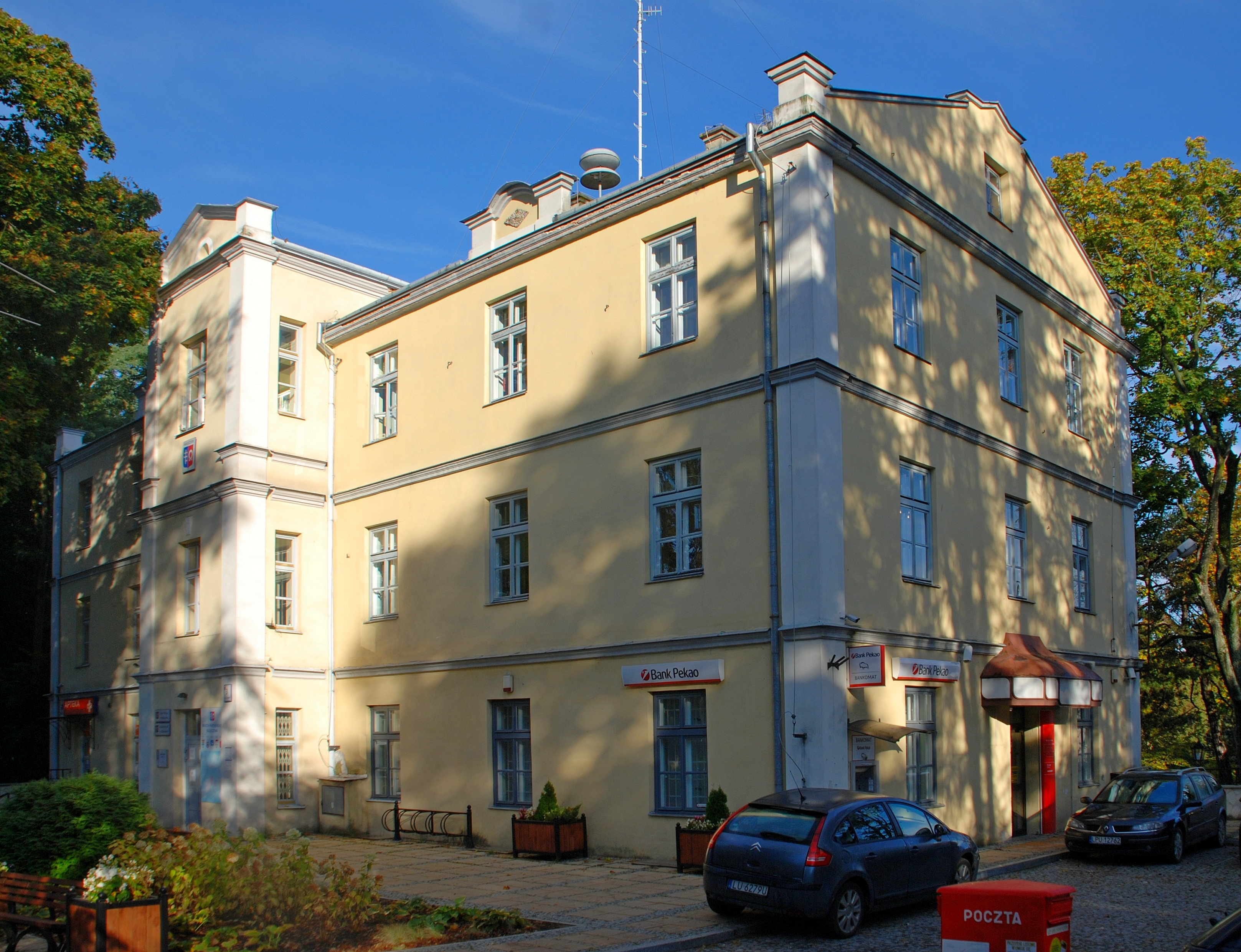
Ratusz
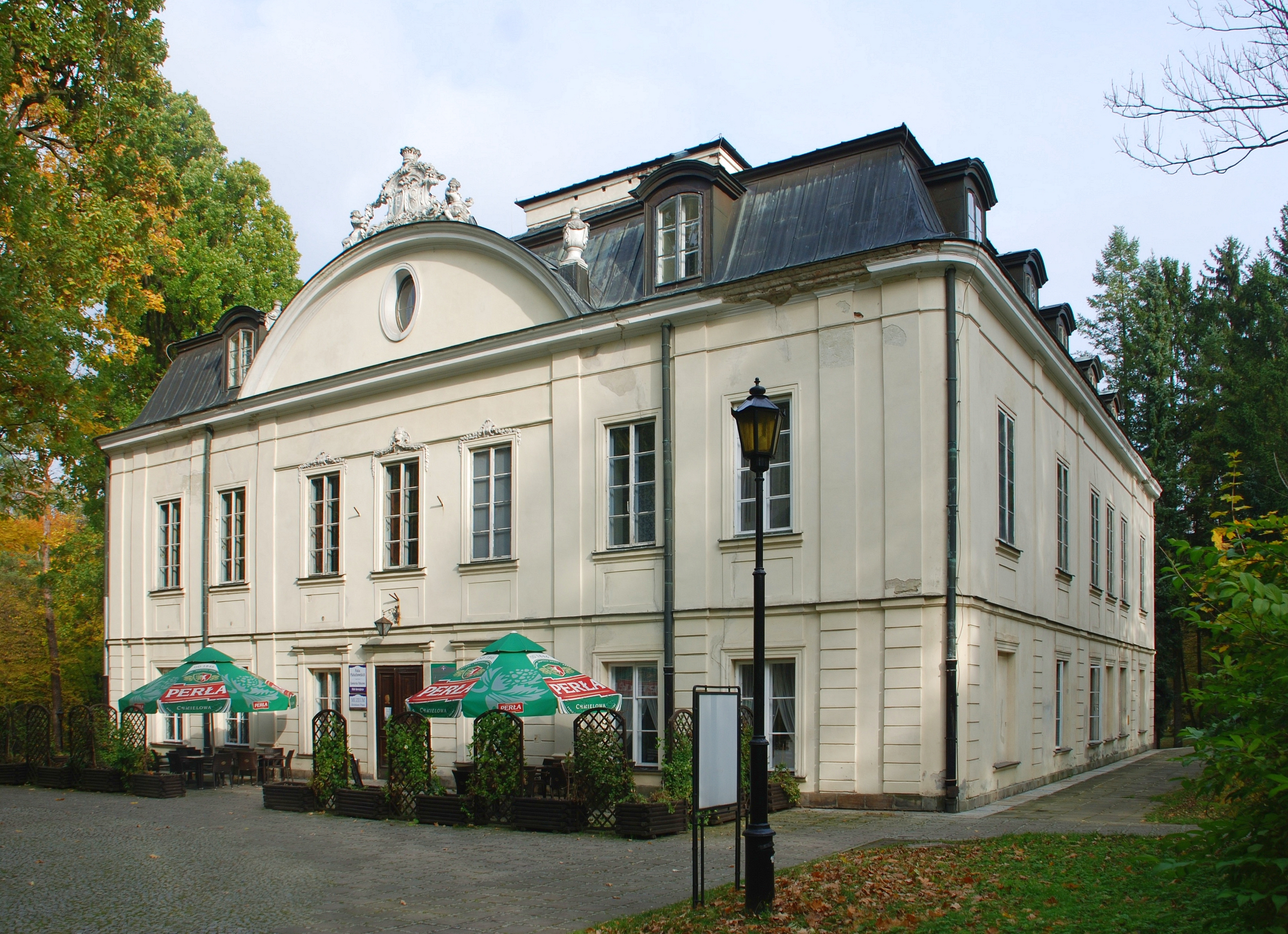
Pałac Małachowskich
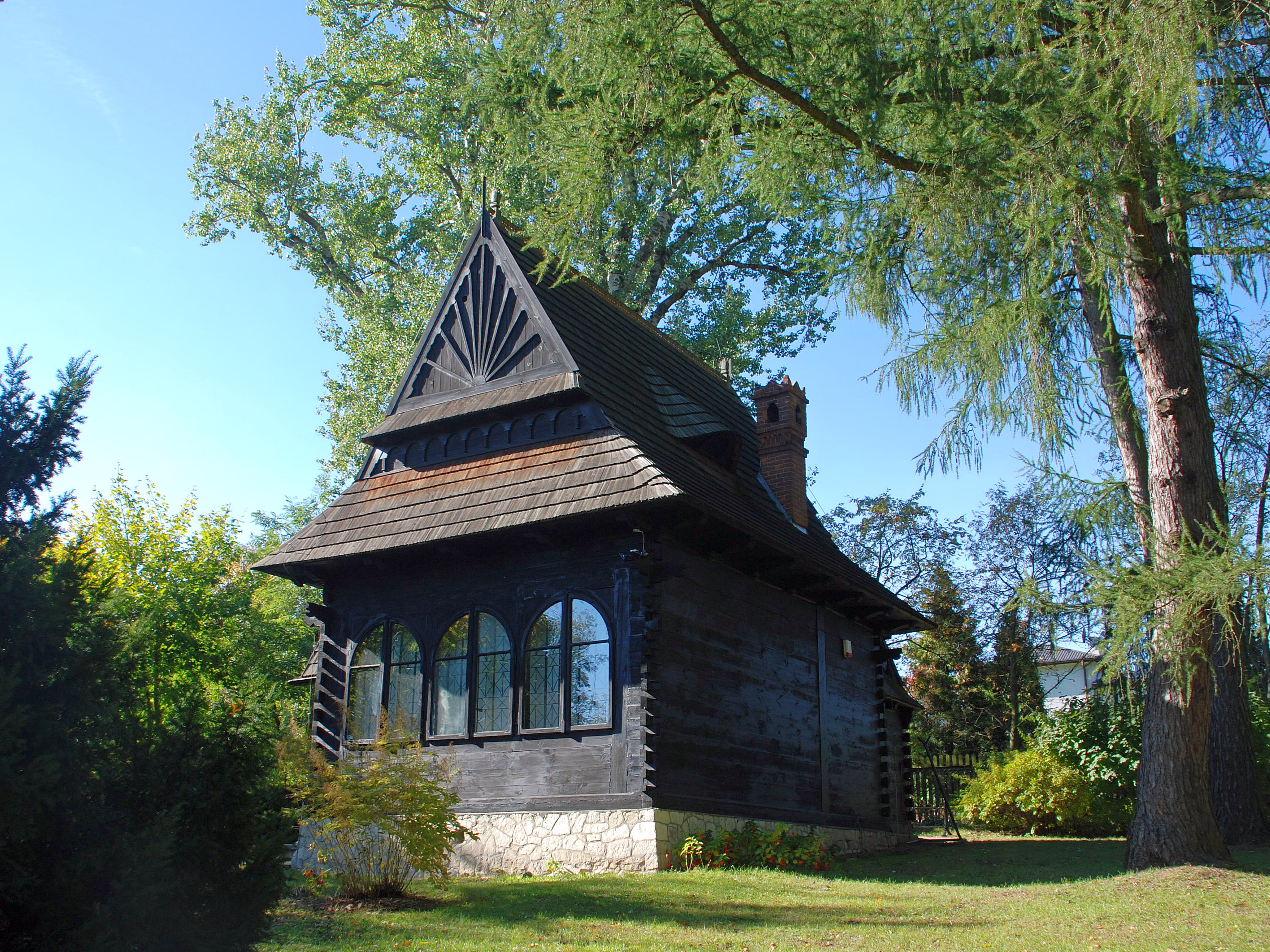
Chata Stefana Żeromskiego, dawna letnia pracownia, ob. Muzeum Stefana Żeromskiego
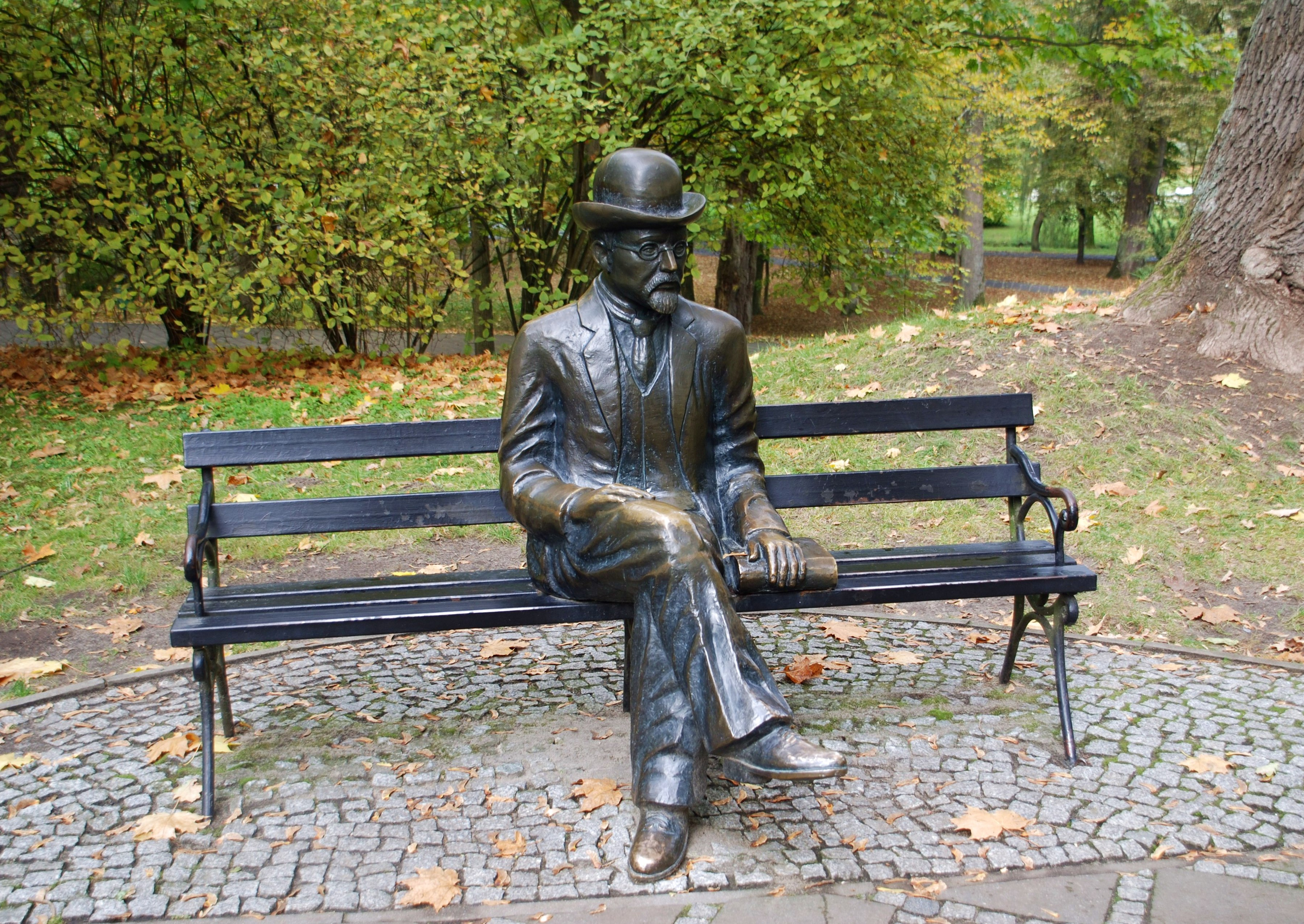
Ławeczka Bolesława Prusa

### Zabytkowe wille
Nałęczów znany jest również z willowej zabudowy. Niektóre wille powstały z początkiem Zakładu Leczniczego oraz w czasach, kiedy w Nałęczowie bywali i tworzyli m.in.: Zofia Nałkowska, Henryk Sienkiewicz, Stanisław Przybyszewski, Stanisław Witkiewicz, Stefan Żeromski, Bolesław Prus, Michał Elwiro Andriolli, Ewa Szelburg-Zarembina.
- Ulica Armatnia Góra:
  - Borowianka – z początku XX w., styl szwajcarski. Drewniana z poddaszem, bogato ornamentowanymi werandami i dwuspadowym dachem.
  - Oktawia – z 1880 r., styl szwajcarski. Obszerne werandy, stylowo rzeźbiony szczyt, ornamentowane nadokienniki i balustrady. Należała do żony Stefana Żeromskiego – Oktawii z Radziwiłłowiczów primo voto Rodkiewicz.
  - Podgórze – z lat 1882–1885, styl szwajcarski. 4 części o różnej wysokości. Ornamentowane werandy i wysoka podmurówka, najwyższa część willi zakończona loggią.
  - Ukraina – z 1894 r., w stylu włoskim. Do wybuchu II wojny światowej mieściła pensjonat, w którym urządzano bale i dancingi.
- Ulica Głębocznica
  - Brzozy – projekt Jana Koszyca-Witkiewicza, wzniesiona w 1908. Otoczona parkiem. Pierwszym właścicielem willi był Wacław Łypacewicz (1871–1951) znany warszawski adwokat i działacz społeczny, pierwszy prezes Towarzystwa Przyjaciół Nałęczowa.
- Aleja Lipowa:
  - Aurelia (dawniej Julianówka) – z końca XIX wieku, styl szwajcarski, reprezentacyjna elewacja posiada w partii niższej werandę, opartą na trzech kolumnach, ozdobiona stylizowanym ornamentem roślinnym, wpisanym w koła, obecnie po odbudowie pełni funkcje hotelu
  - Aniela – z ok. 1925 r. Obecnie mieści Krajowy Ośrodek Apostolstwa Ruchu Trzeźwości im. św. Maksymiliana Kolbego. Przed willą – posąg świętego.
  - Doktorska – z 1914 r., projekt Stefana Stępkowskiego.
  - Mazowsze (dawniej Pod Jesionem) – z końca XIX w., styl szwajcarski. Część piętrowa i parterowa, balkon, ganek i bogato ornamentowane werandy.
  - Nagórskich – z końca XIX w., projekt Adama Nagórskiego i Michała Górskiego.
  - Nagórze – z końca XIX w., kilka bogato zdobionych werand. 3 części: środkowa parterowa i boczne piętrowe (wszystkie z dwuspadowymi dachami).
  - Pod Kraszewskim W I poł. XX w. mieściła się w niej izba porodowa.
  - Pod Matką Boską – zbudowana prawdopodobnie w l. 1897-1900 przez Edmunda Raciborskiego. Murowana w stylu włoskim, składa się z kilku bloków o różnych wysokościach. W 1958 r. nieruchomość nabyła Ewelina Bartosiewicz, która założyła tu pensjonat, a następnie kawiarnię oraz restaurację (znane pod nazwą „Ewelina”)[28]. Przebywali w niej m.in. Bolesław Prus oraz (w l. 1975–1986) Tadeusz Staich[29], upamiętnieni odpowiednimi tablicami.
  - Raj (dawniej Babin) – z lat 20. XX w. Siedziba Państwowego Liceum Technik Plastycznych w latach 1950–1966, a do 1987 r. – internat męski tej szkoły.
  - Tolin – willa dr Józefa Talko z 1882 r. Piętrowa, podpiwniczona, otoczona ogrodem. Interesujące zwieńczenie fasady oraz gzymsy – międzykondygnacyjny i dachowy.
  - Ustronie (dawniej Róża) – z 1893 r., styl szwajcarski. 2 części – parterowa i piętrowa, weranda ze stylizowaną balustradą.
  - Zofijówka – z lat 1890–1893. Posiada 2 wieże z iglicami, część piętrową z balkonem i parterową – z werandą.
- Ulica 1 Maja:
  - Gioia – z 1927 r., projekt architektoniczny Franciszka Papiewskiego i tBohdana Kellesa-Krauzego. Przed II wojną światową była własnością Jadwigi z Salkowskich Beckowej, żony ministra Józefa Becka
- Ulica Paderewskiego
  - Czekoladka – z 1926, w stylu zakopiańskim. Parterowa, na wysokiej podmurówce, z dwuspadowym dachem, poddaszem, 3 balkonami, zabudowaną werandą i gankiem.
- Ulica Poniatowskiego:
  - Marianówka – z przełomu XIX i XX w., projekt Edmunda Judyckiego. W latach 1950–1960 mieściła internat Państwowego Liceum Sztuk Plastycznych[30].

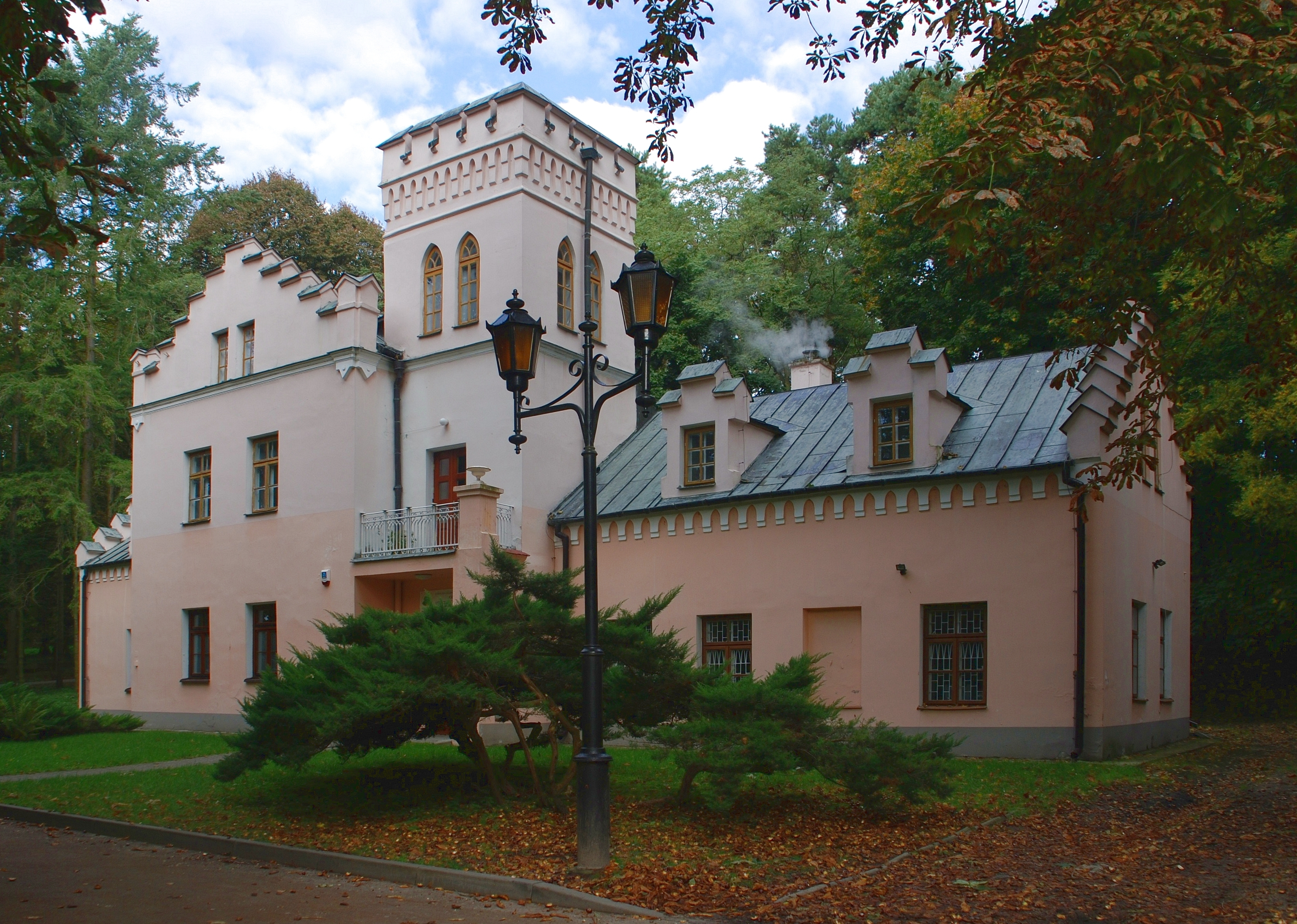
Domek Gotycki (Willa Angielska)
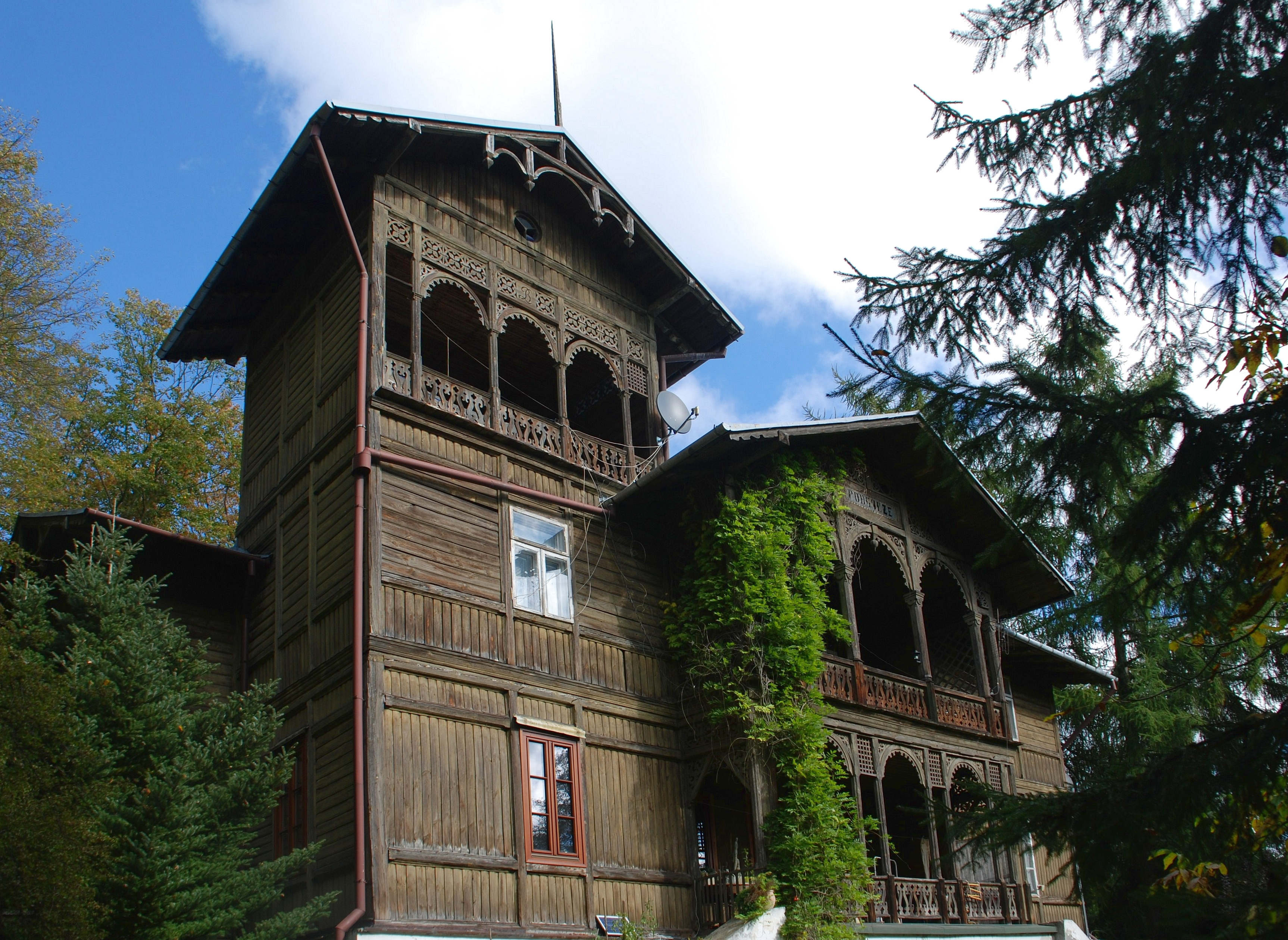
Willa „Podgórze”
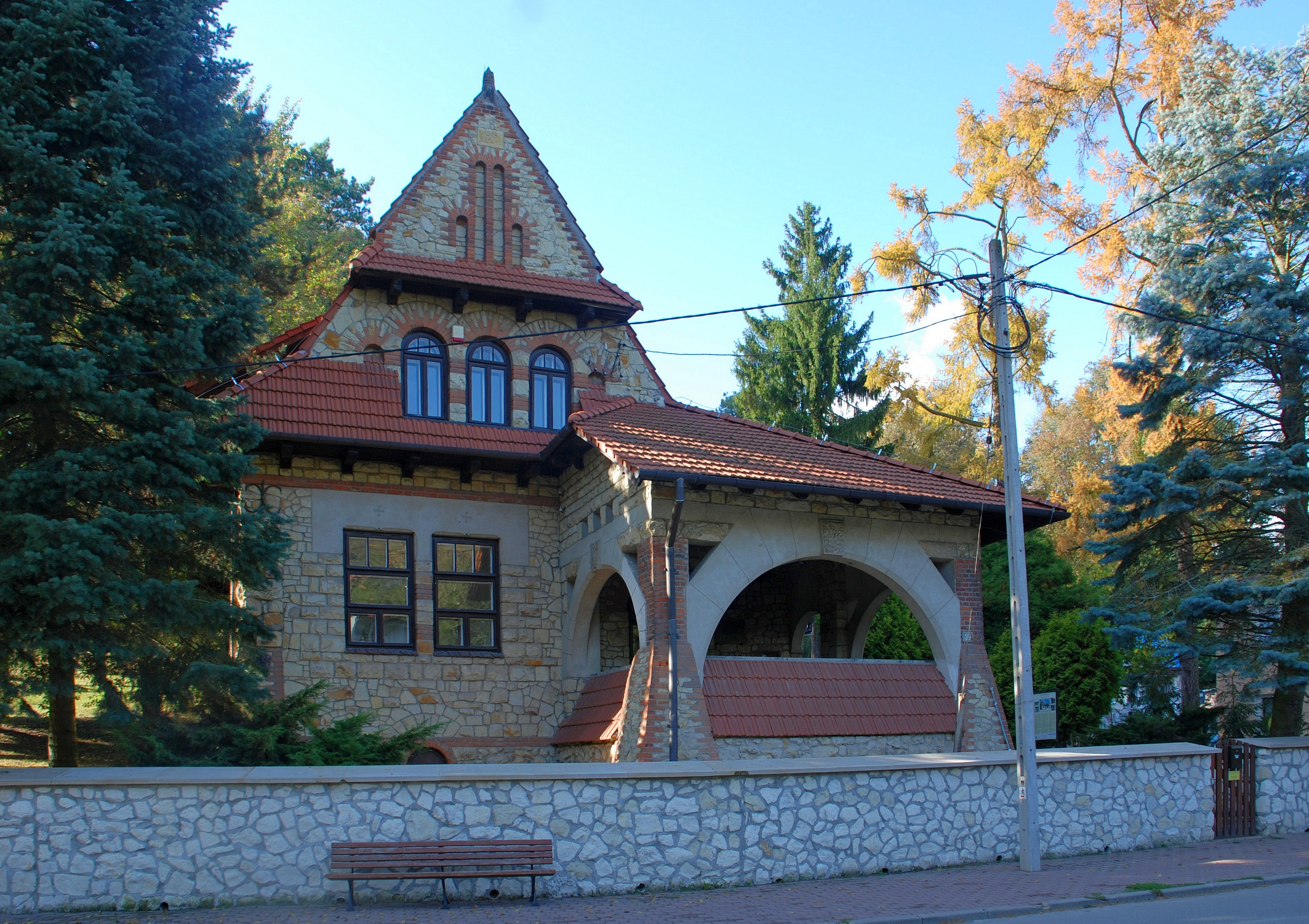
Willa „Ochronka”, obecnie Muzeum Bolesława Prusa
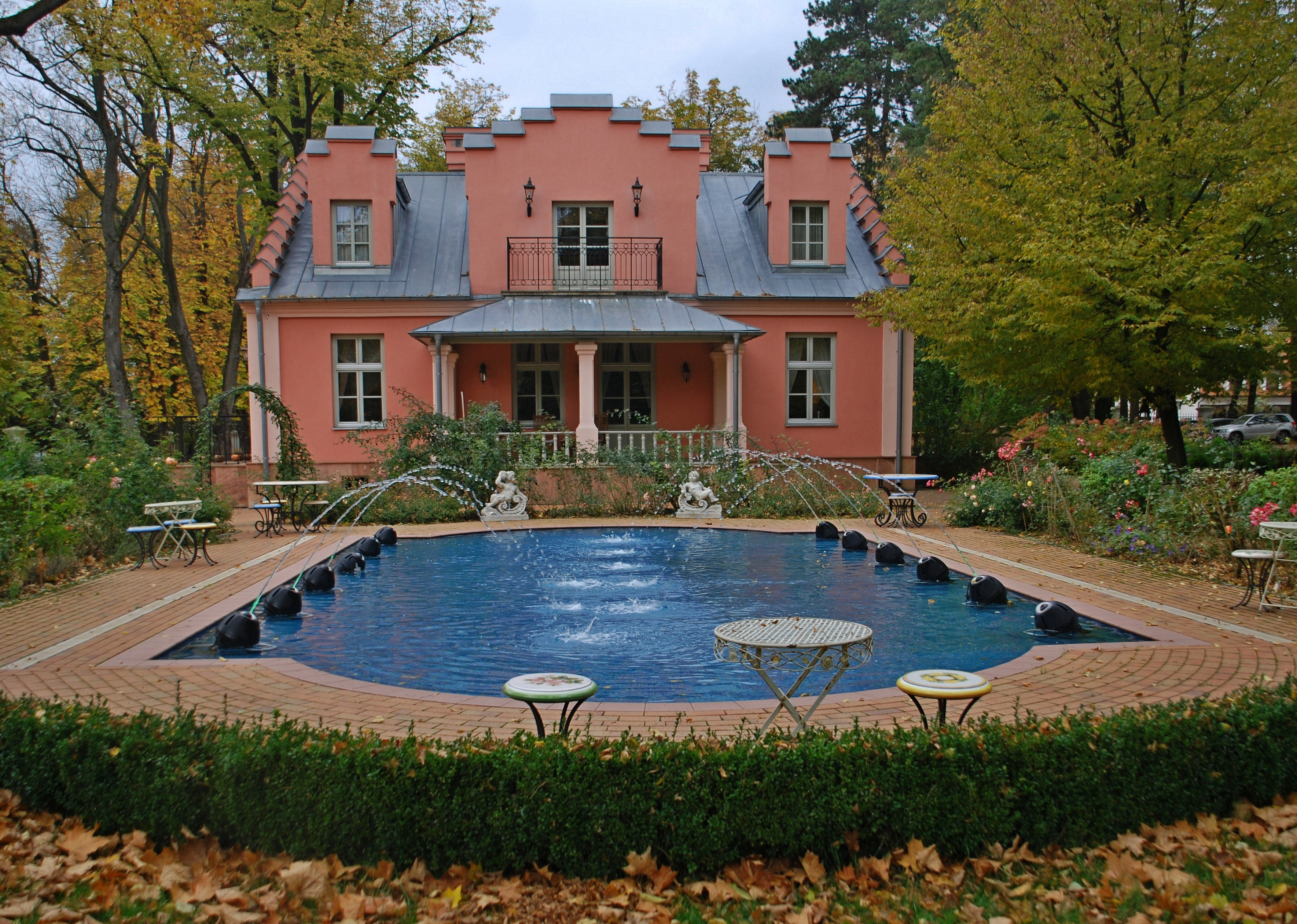
Willa „Różana” (1893) A. Nagórskiego z herbem Trzywdar Burzyńskich
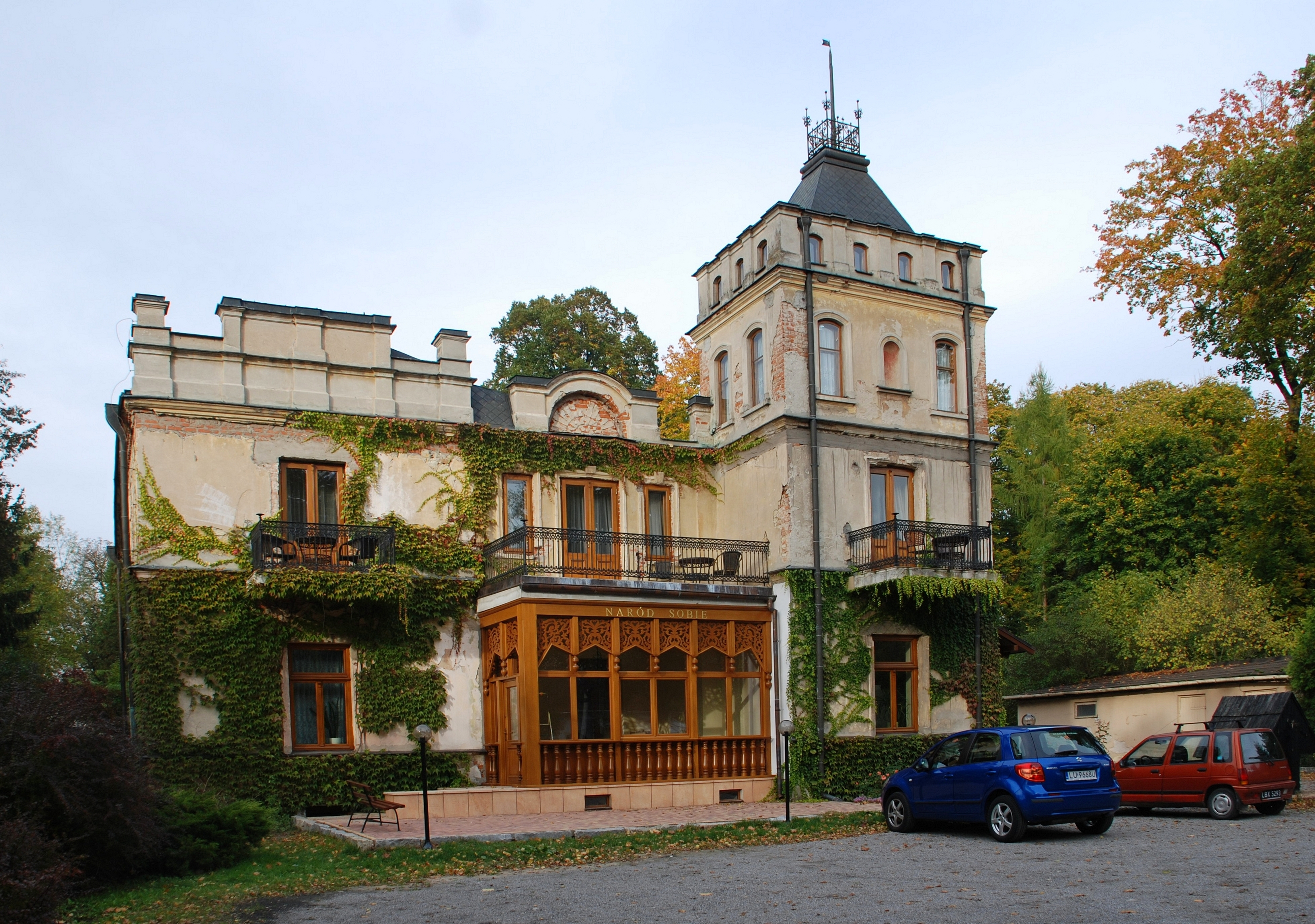
Willa „Pod Matką Boską”

## Turystyka

### Szlaki spacerowe i turystyczne, trasy rowerowe
Przewodnik dla leczących się i lekarzy z 1897 roku wymienia wiele tras spacerowych na cele bliższych i dalszych wycieczek dla kuracjuszy:
- Droga lipowa (obecnie al. Lipowa), Góra Poniatowskiego, Lasek zakładowy, Góra krzyżowa (Jabłuszko), Wąwozy – szczególnie Wąwóz Łukoszyński
- Czesławice (45 minut pieszo od Parku Zdrojowego), Cynków (40 minut), Antopol (35 minut)
- Wąwolnica, Wojciechów, Kazimierz (Dolny nad Wisłą), „Nowo-Aleksandrya”, Lublin[32].

Przez Nałęczów przebiega czerwony znakowany szlak turystyczny „Szlak Wyżynny zachodni” o długości 60,8 km. Prowadzi on dolinami Czechówki, Bystrej i Grodarza oraz wierzchowinami, przecinając Płaskowyż Nałęczowski ze wschodu na zachód. Wokół Nałęczowa wyznaczony jest żółty szlak spacerowy o długości 10 km, wiodący m.in. przez wsie Charz i Cynków. Miasto znajduje się również na trasie samochodowych szlaków tematycznych: Szlaku Zespołów Pałacowo-Parkowych (dł.: 422 km; Lublin, Nałęczów, Kluczkowice, Opole Lubelskie, Puławy, Kozłówka, Lubartów, Kock, Radzyń Podlaski, Jabłoń, Sosnowica, Rejowiec, Wierzchowiska, Lublin) i Szlaku Muzeów Biograficznych Znanych Pisarzy (dł.: 276 km; Lublin, Nałęczów, Kazimierz Dolny, Wola Okrzejska, Romanów, Biała Podlaska).
Nałęczów leży również na czerwonym Szlaku przez Płaskowyż Nałęczowski o długości 64 kilometrów. Jest to jeden z odcinków powstającego etapami regionalnego szlaku rowerowego na Lubelszczyźnie. Szlak należy do ciekawych, wiedzie on zarówno po obszarach o dynamicznej rzeźbie lessowej, wśród której dominują doliny Ciemięgi i Bystrej, wąwozy i głębocznice, jak i po bezleśnych wierzchowinach stanowiących dobre punkty widokowe.
Atrakcję stanowi także wąskotorowa Nałęczowska Kolej Dojazdowa, wpisana na listę zabytków. Trasa tej kolei obejmuje 54 km stalowych szlaków wąskotorowych wiodących przez tereny Płaskowyżu Lubelskiego, doliny rzek Chodelki i Bystrej oraz Powiśla Lubelskiego.

### Baza noclegowa
Nałęczów dysponuje dużą ofertą miejsc noclegowych w zakładach uzdrowiskowych, kwater prywatnych i pensjonatów. Szczegółowe dane statystyczne prezentuje poniższa tabela.
| Wyszczególnienie                 | Całoroczne | Całoroczne        | Korzystający z noclegów | Korzystający z noclegów | Udzielone noclegi | Udzielone noclegi | Stopień wykorzystania miejsc noclegowych |
| Wyszczególnienie                 | Obiekty    | Miejsca noclegowe | ogółem                  | turyści zagraniczni.    | ogółem            | turyści zagr.     | Stopień wykorzystania miejsc noclegowych |
| -------------------------------- | ---------- | ----------------- | ----------------------- | ----------------------- | ----------------- | ----------------- | ---------------------------------------- |
| Nałęczów                         | 7          | 666               | 22 565                  | 1 202                   | 158 921           | 2 604             | 69,3%                                    |
| Hotele                           | –          | –                 | 182                     | 4                       | 232               | 4                 | 18,3%                                    |
| Ośrodki szkoleniowo-wypoczynkowe | 2          | 148               | 8062                    | 906                     | 13 030            | 1618              | 26,2%                                    |
| Zakłady uzdrowiskowe             | 4          | 499               | 13 984                  | 292                     | 144 263           | 982               | 84,1%                                    |
| Pozostałe niesklasyfikowane      | 1          | 19                | 337                     | –                       | 1396              | –                 | 20,1%                                    |

Na 2023 planowane jest otwarcie czterogwiazdkowego hotelu z prawie 300 pokojami i apartamentami, kinem, kręgielnią, centrum konferencyjnym, SPA i centrum rehabilitacyjnym. Będzie on funkcjonował w budynku nieukończonego sanatorium MSWiA, wzniesionego w latach 80.
Ponadto turyści mogą wybrać zakwaterowanie w gospodarstwach agroturystycznych w Nałęczowie i jego najbliższych okolicach. Mają oni wtedy zazwyczaj możliwość: korzystania z ogrodu i altan, miejsca do grillowania, posiłków przygotowywanych przez gospodynię. Często dodatkową atrakcją jest pomoc przy pracach w gospodarstwie, np. przy karmieniu zwierząt, uprawie ogrodu, zbiorze owoców i warzyw, robieniu przetworów.

## Podział administracyjny miasta
W granicach miasta znajdują się trzy osiedla – Dulębów, Na Wzgórzu i Staromiejskie – stanowiące jednostki pomocnicze gminy Nałęczów.

## Lokalna prasa
- „Gazeta Nałęczowska”
- „Głos Nałęczowa” – wydawany przez Towarzystwo Przyjaciół Nałęczowa

## Edukacja
W Nałęczowie działa szkoła podstawowa im. Stefana Żeromskiego. Edukację na poziomie ponadpodstawowym można kontynuować w trzech placówkach: Państwowym Liceum Sztuk Plastycznych im. Józefa Chełmońskiego, Liceum Ogólnokształcącym im. Stefana Żeromskiego i Zespole Szkół im. Zygmunta Chmielewskiego (liceum ogólnokształcące, technikum ekonomiczne, policealne studium zawodowe – dzienne oraz zaoczne).

## Wspólnoty wyznaniowe
- Kościół rzymskokatolicki: parafia św. Jana Chrzciciela
- Świadkowie Jehowy: zbór Nałęczów (Sala Królestwa Strzelce 92)[39]
- Zrzeszenie Wolnych Badaczy Pisma Świętego: zbór Nałęczów

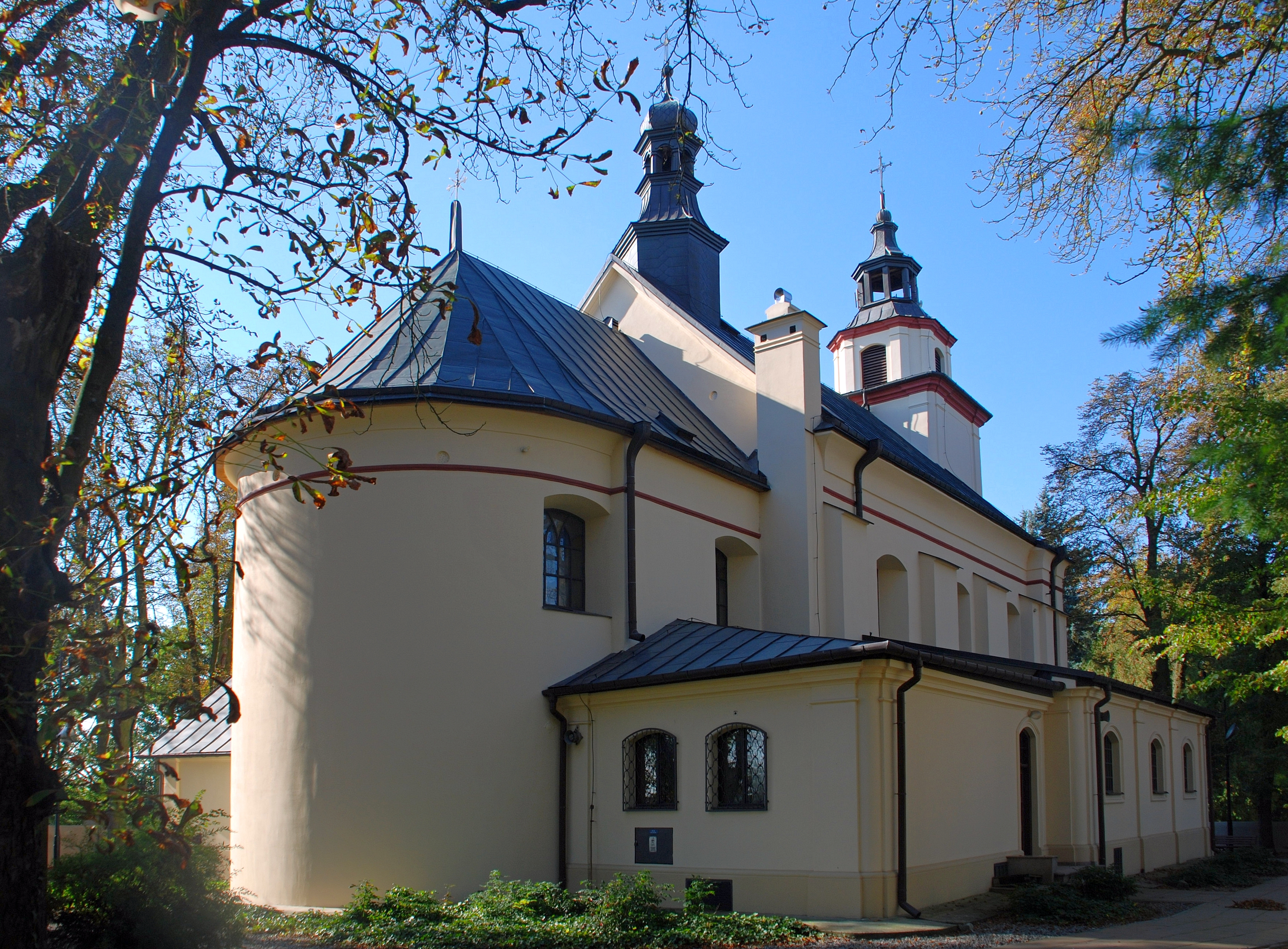
Kościół parafialny św. Jana Chrzciciela
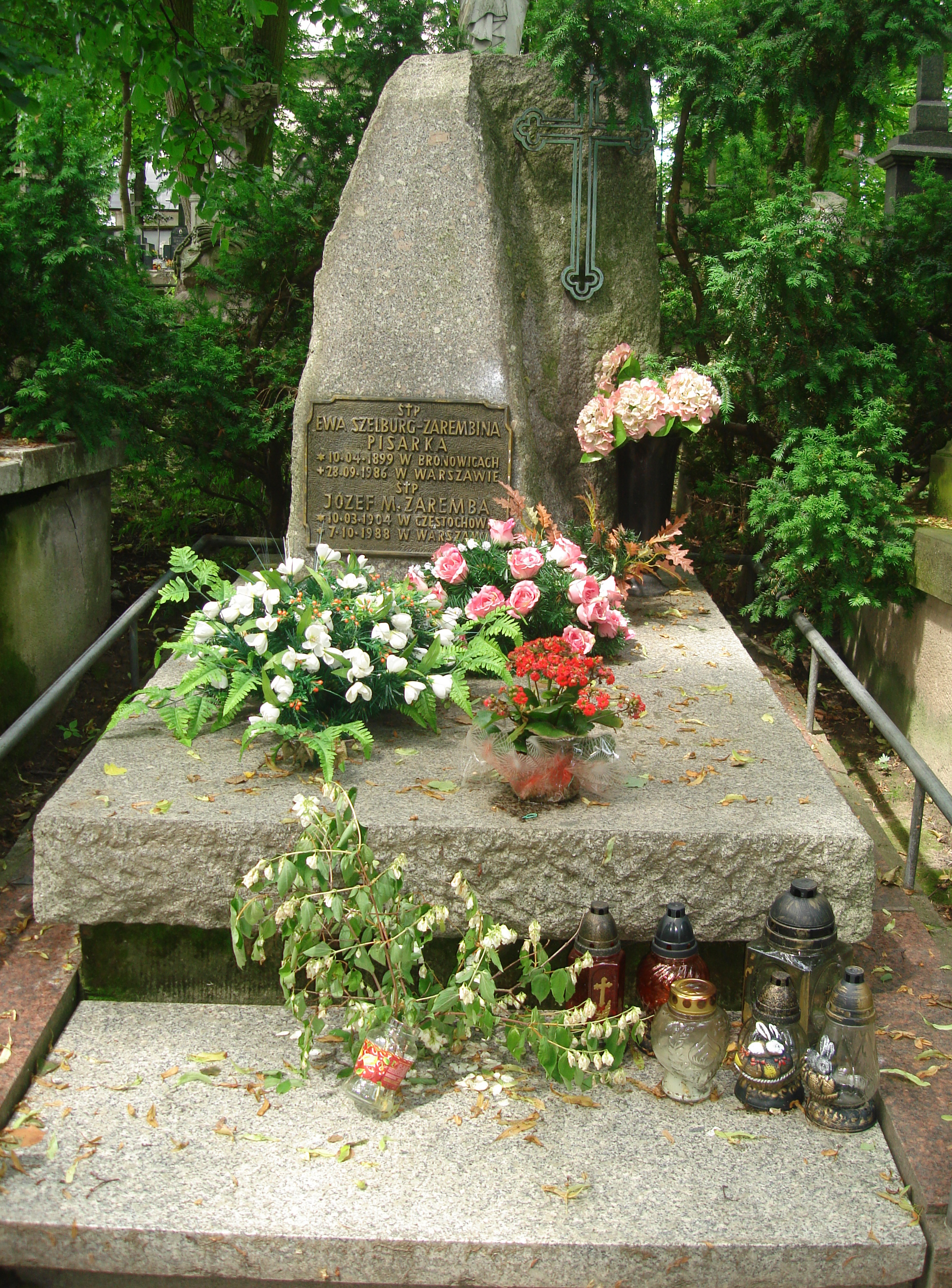
Cmentarz parafialny: Grób Ewy Szelburg-Zarembiny
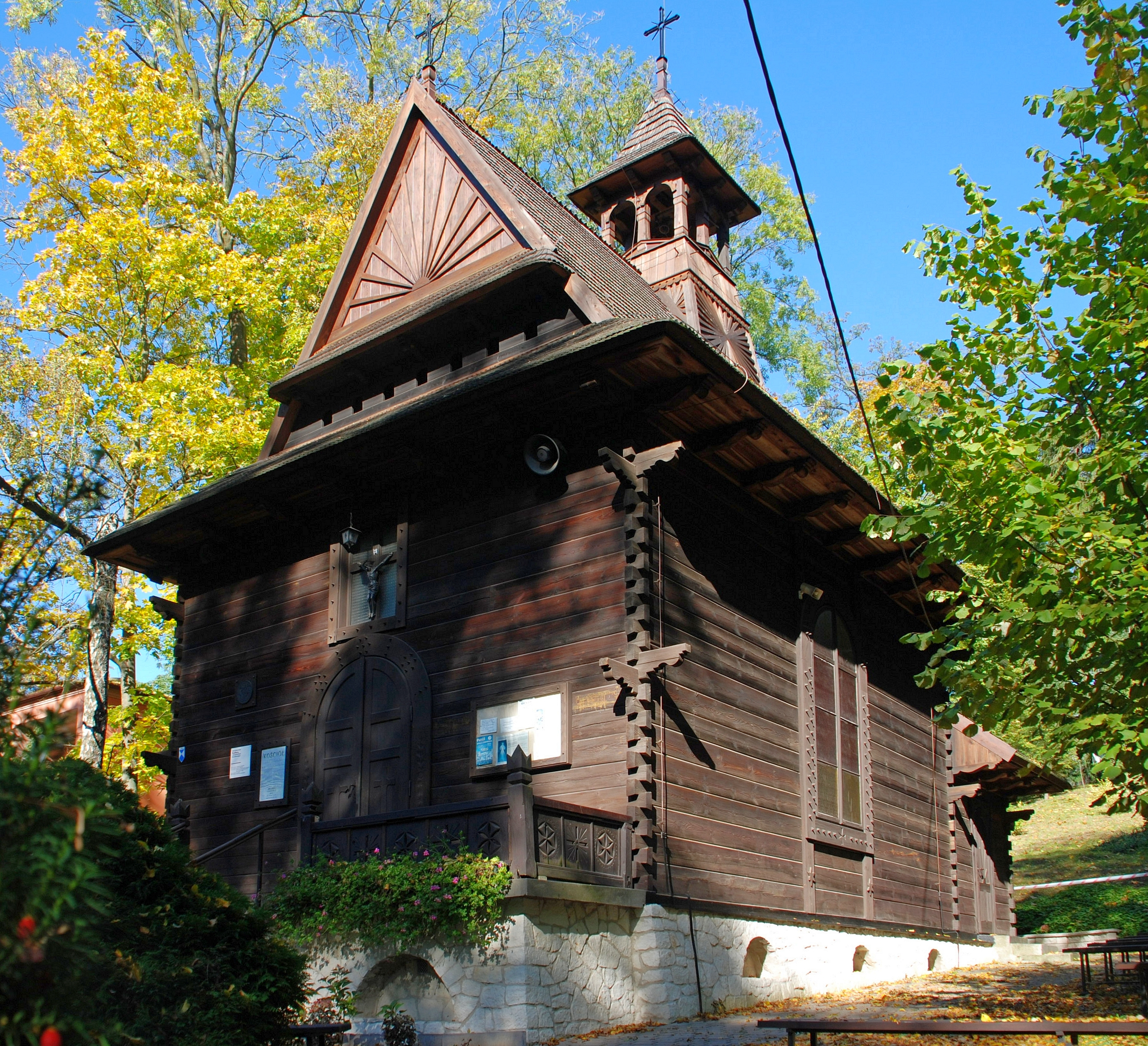
Kościół rektoralny
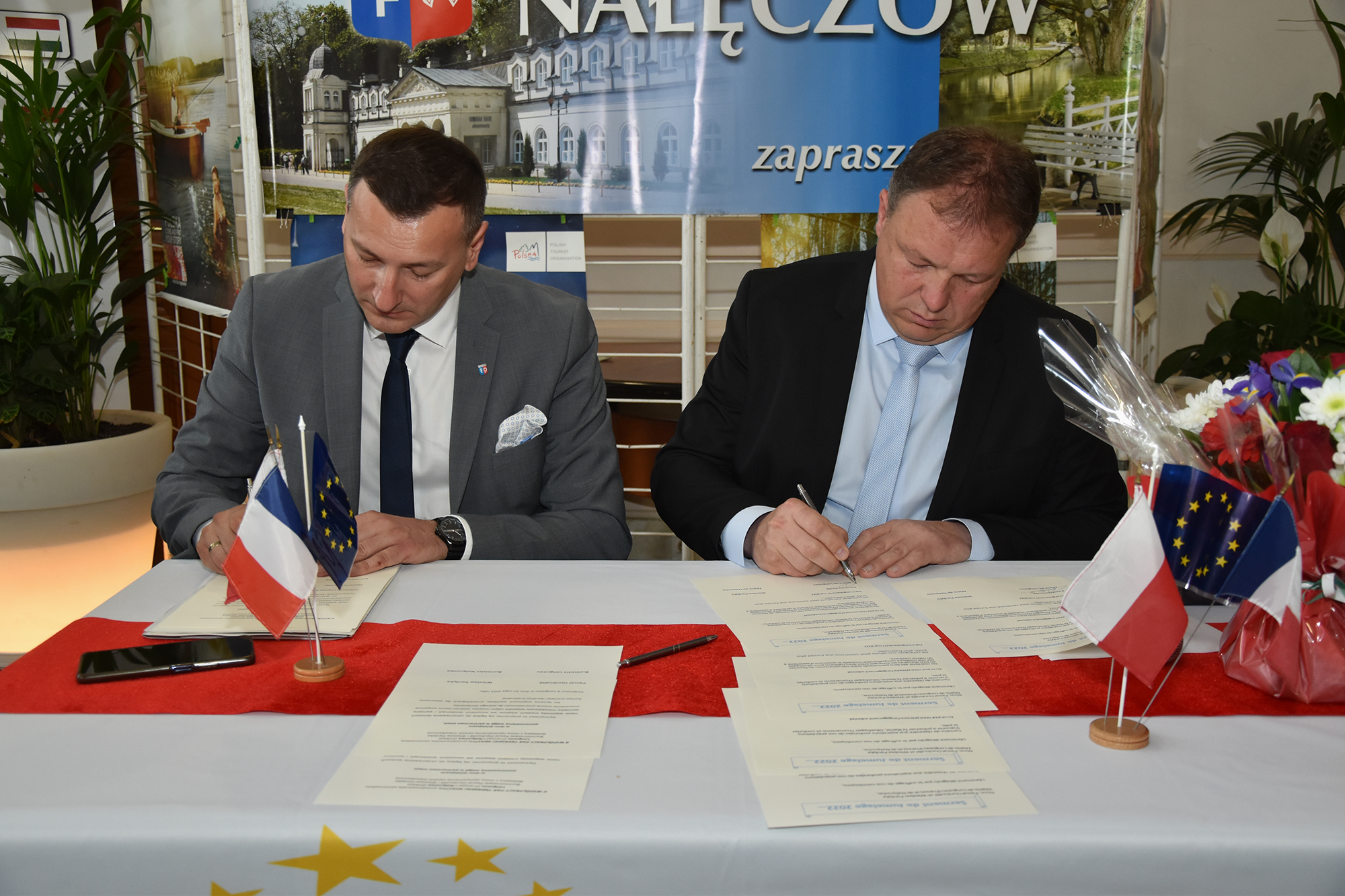
20. rocznica porozumienia o współpracy z Longueau. Burmistrz Wiesław Pardyka i mer Pascal Ourdouillé

## Miasta partnerskie
- Steglitz-Zehlendorf (od 28 sierpnia 1993)
- Nyíracsád(inne języki) (od 18 maja 1994)
- Trenczyńskie Cieplice (od 25 czerwca 1997)
- Longueau (od 18 maja 2002)[40]

- Serhijiwka